# Arquitectura almohade

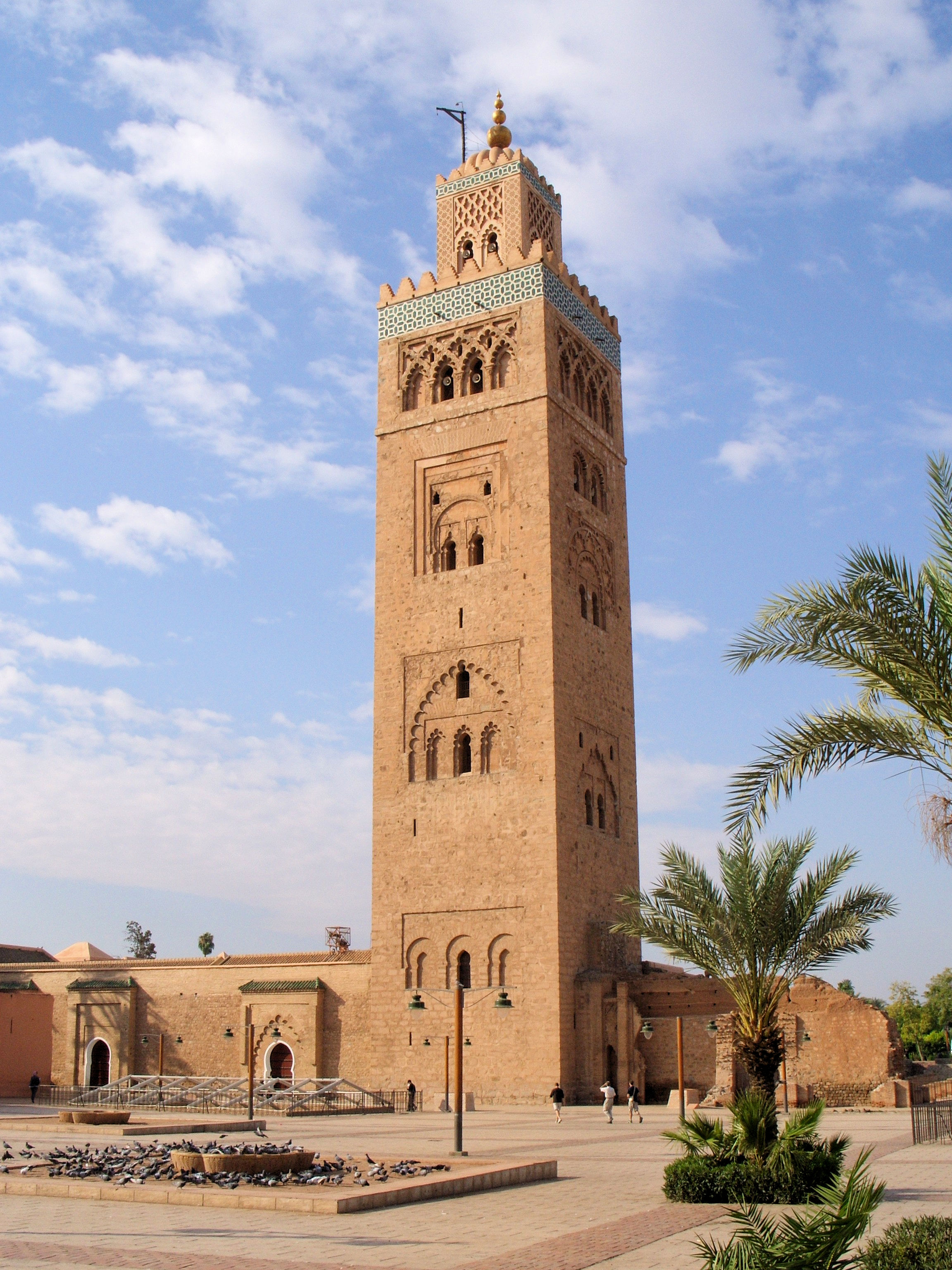
El alminar de la mezquita Kutubía (1158-1195) en Marrakesh

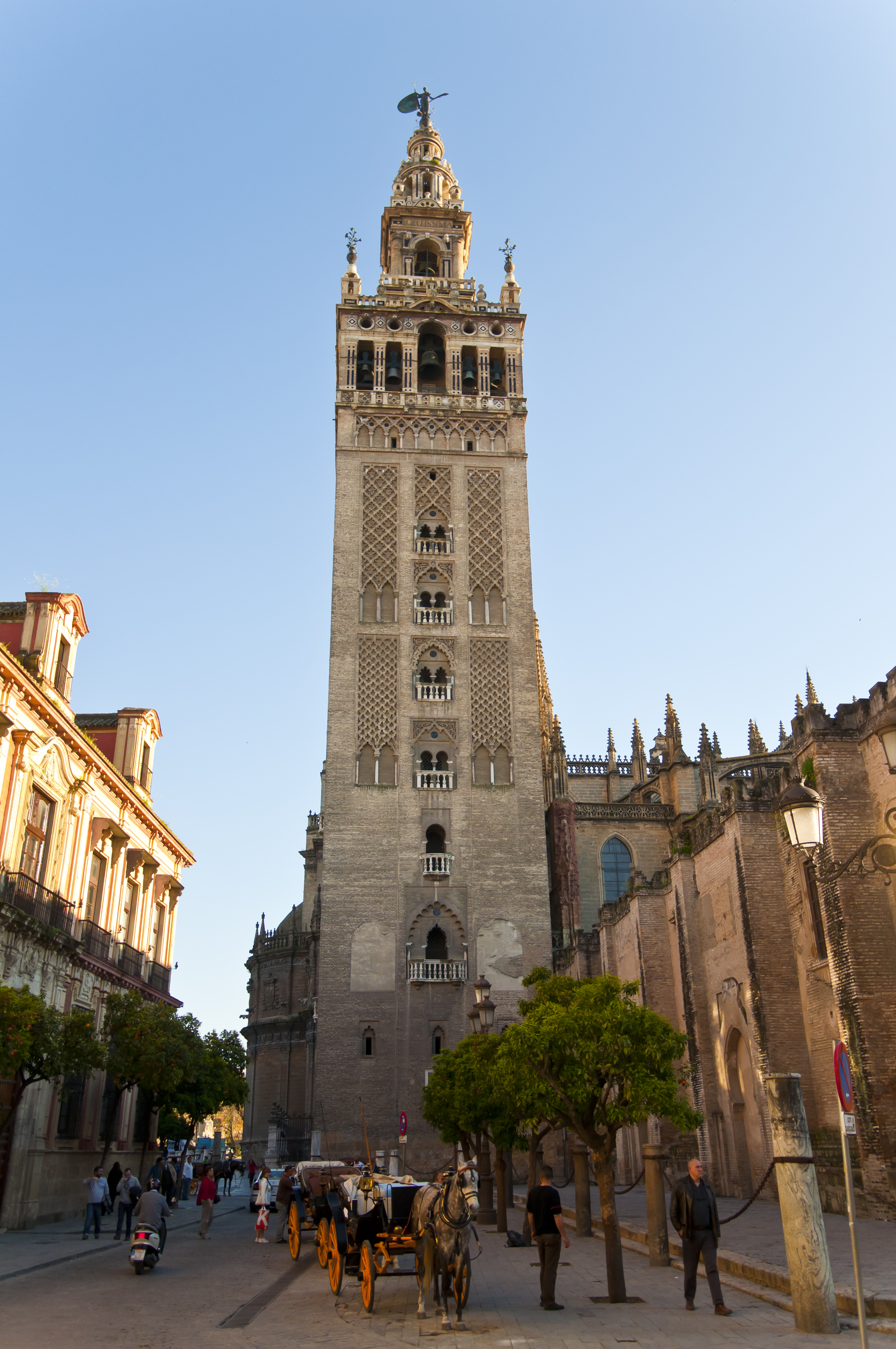
Excepto el cuerpo superior, La Giralda es el antiguo alminar almohade de la antigua mezquita de Sevilla

La arquitectura almohade corresponde a un período comprendido entre los siglos XII y principios del XIII, cuando los almohades gobernaban el Magreb occidental (actual Marruecos y Argelia occidental) y al-Ándalus (gran parte de la actual España y el sur de Portugal). Fue una fase importante en la consolidación de una arquitectura morisca regional (o islámica occidental) compartida por estos territorios, continuando algunas de las tendencias del período almorávide precedente y de la arquitectura almorávide. Los almohades mostraron mayor moderación que los almorávides en el uso de la riqueza ornamental, priorizando la amplitud de las formas, los contornos y las proporciones generales. Los motivos anteriores se refinaron y adquirieron una mayor escala. Si bien la ornamentación superficial siguió siendo importante, los arquitectos buscaron un equilibrio entre las superficies decoradas y los espacios vacíos, permitiendo que la interacción de la luz y las sombras a través de las superficies talladas desempeñara un papel importante.
Las mezquitas almohades de Kutubía y de Tinmel se consideran a menudo los prototipos de la arquitectura medieval de mezquitas en la región. La llamada «planta en T», combinada con un uso jerárquico de la decoración que enfatiza las naves centrales y transversales de la qibla, más anchas, se convirtió en un rasgo característico de esta arquitectura.  Los minaretes monumentales de Kutubía, la Giralda de la Gran Mezquita de Sevilla (ahora parte de la catedral de la ciudad) y la Torre Hasán de Rabat, así como las ornamentadas puertas de Bab Agnaou en Marrakech, y Bab Oudaya y Bab er-Rouah en Rabat, fueron modelos que establecieron los esquemas decorativos generales que se volvieron recurrentes en estos elementos arquitectónicos a partir de entonces. El minarete de la Mezquita de la Qasba de Marrakech, con sus fachadas cubiertas de motivos de sebka y azulejos vidriados, fue particularmente influyente y marcó un estilo que se repitió, con pequeñas modificaciones, en el período posterior bajo los meriníes y otras dinastías.
Los califas almohades construyeron sus propios complejos palaciegos en varias ciudades. Fundaron la Qasba de Marrakech a finales del siglo XII como su residencia principal, imitando ejemplos anteriores de ciudades-palacio independientes como Madinat al-Zahra en el siglo X. Los almohades también hicieron de Túnez la capital regional de sus territorios en Ifriqiya (la actual Túnez), estableciendo su propia kasbah (ciudadela). Los califas también construyeron múltiples fincas y jardines en las afueras de algunas de estas ciudades, continuando una tradición que existía bajo los almorávides. Estas fincas se centraban típicamente alrededor de un gran estanque de agua artificial que albergaba huertos de árboles frutales y otras plantas, mientras que pequeños palacios o pabellones de recreo se construían a lo largo de la orilla del agua. En Marrakech, los actuales jardines de Agdal y Menara se desarrollaron a partir de estas creaciones almohades. En Sevilla, los restos del jardín almohade de al-Buḥayra, fundado en 1171, fueron excavados en la década de 1970. Los jardines hundidos también formaban parte de los patios de los palacios almohades. En algunos casos, los jardines se dividían simétricamente en cuatro partes, de forma similar al jardín de un riad. Se han encontrado ejemplos de estos en algunos patios del Alcázar de Sevilla, donde antiguamente se alzaban los antiguos palacios almohades.: 70–71 

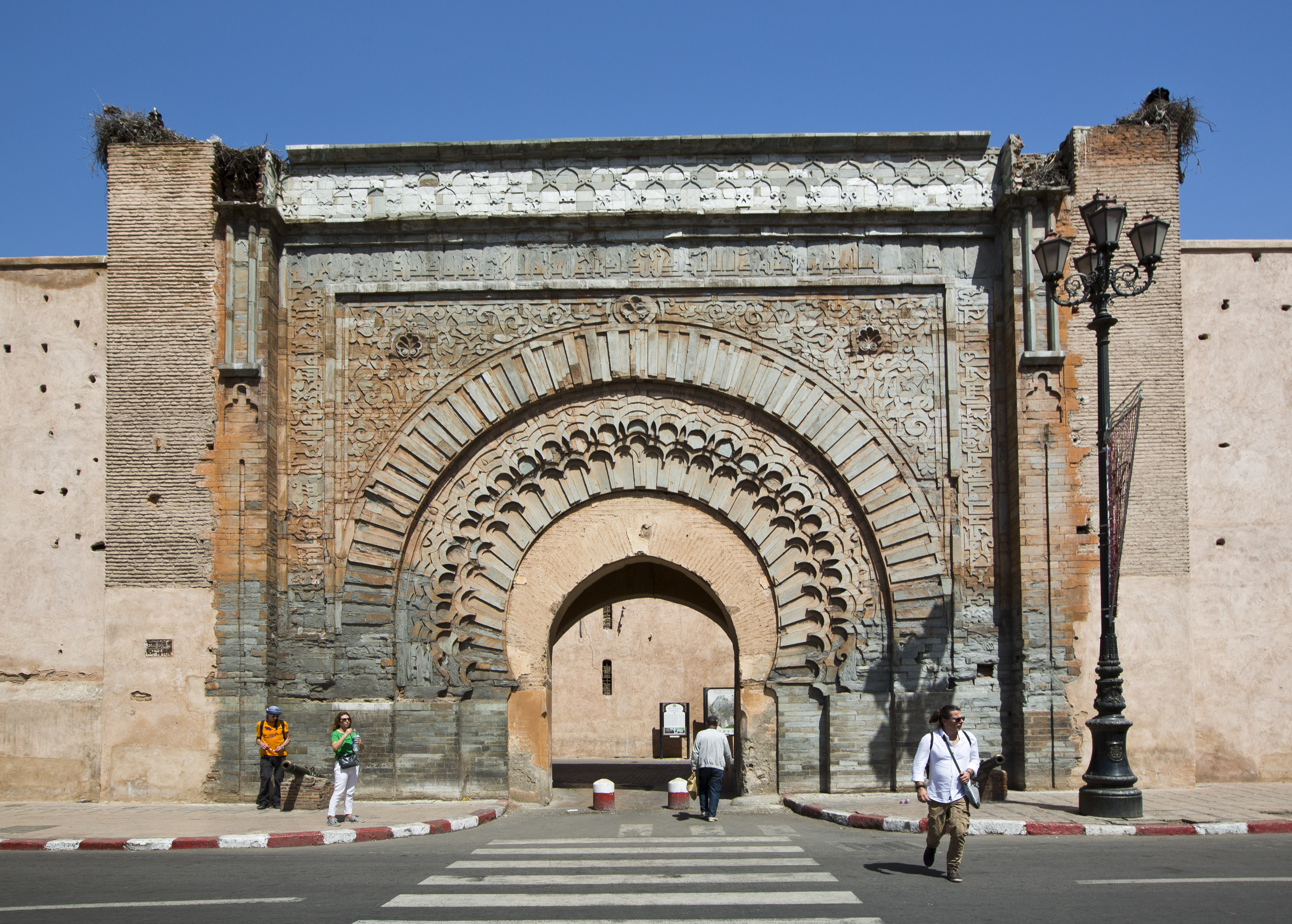
Bab Agnaou (1188-1190), la principal puerta pública de la  Qasba de Marrakech
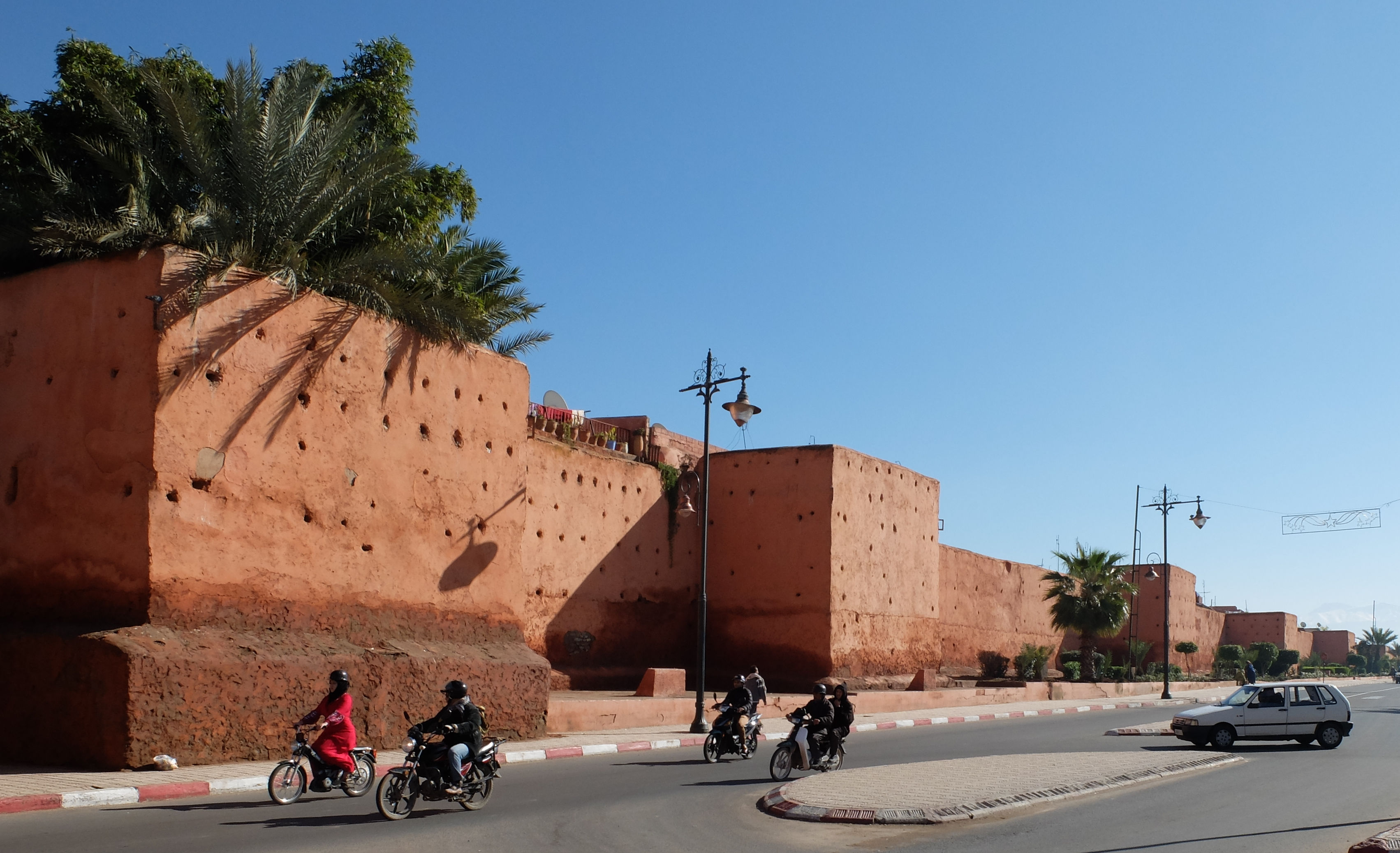
Los muros exteriores de la Qasba de Marrakech
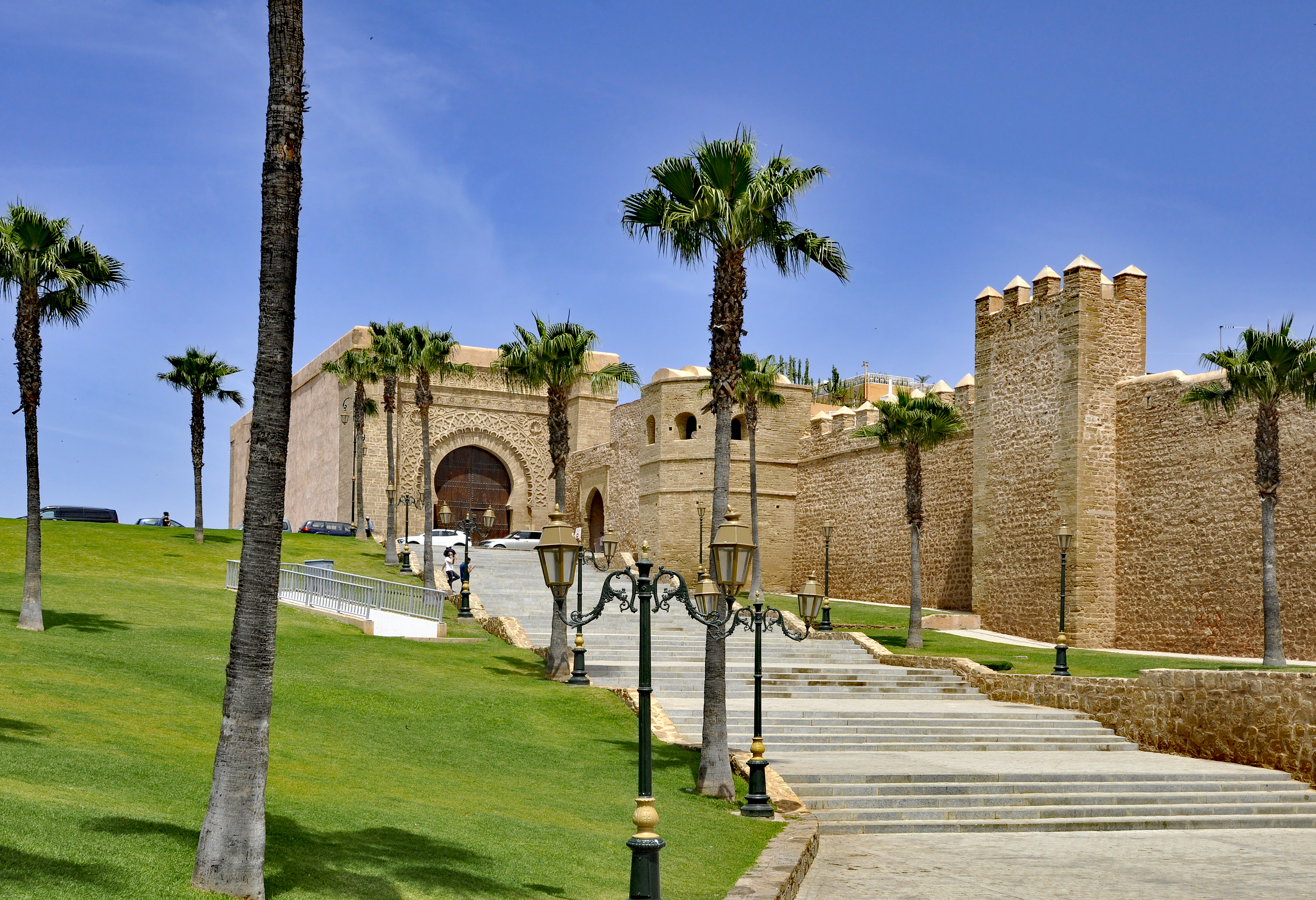
La monumental puerta de la qasbah de los Udayas (1150-1199) en Rabat, Marruecos (finales del siglo XII). Desde 2012, es Patrimonio de la Humanidad
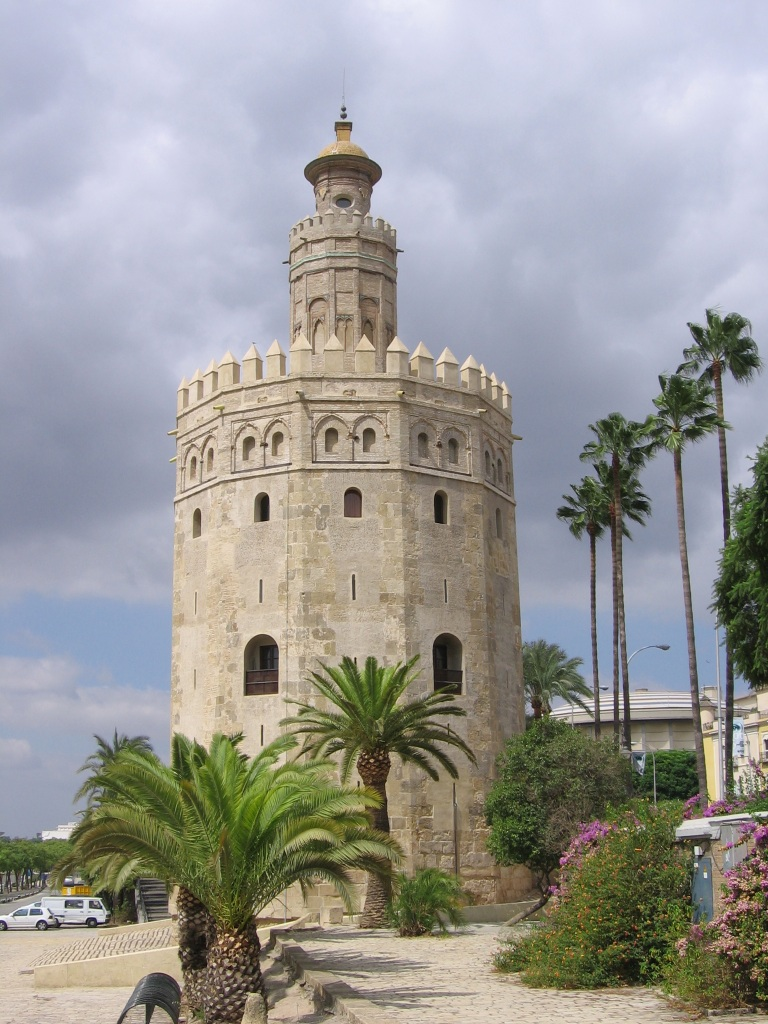
La Torre del Oro, torre fortaleza militar que custodiaba el tráfico fluvial de la Sevilla almohade.
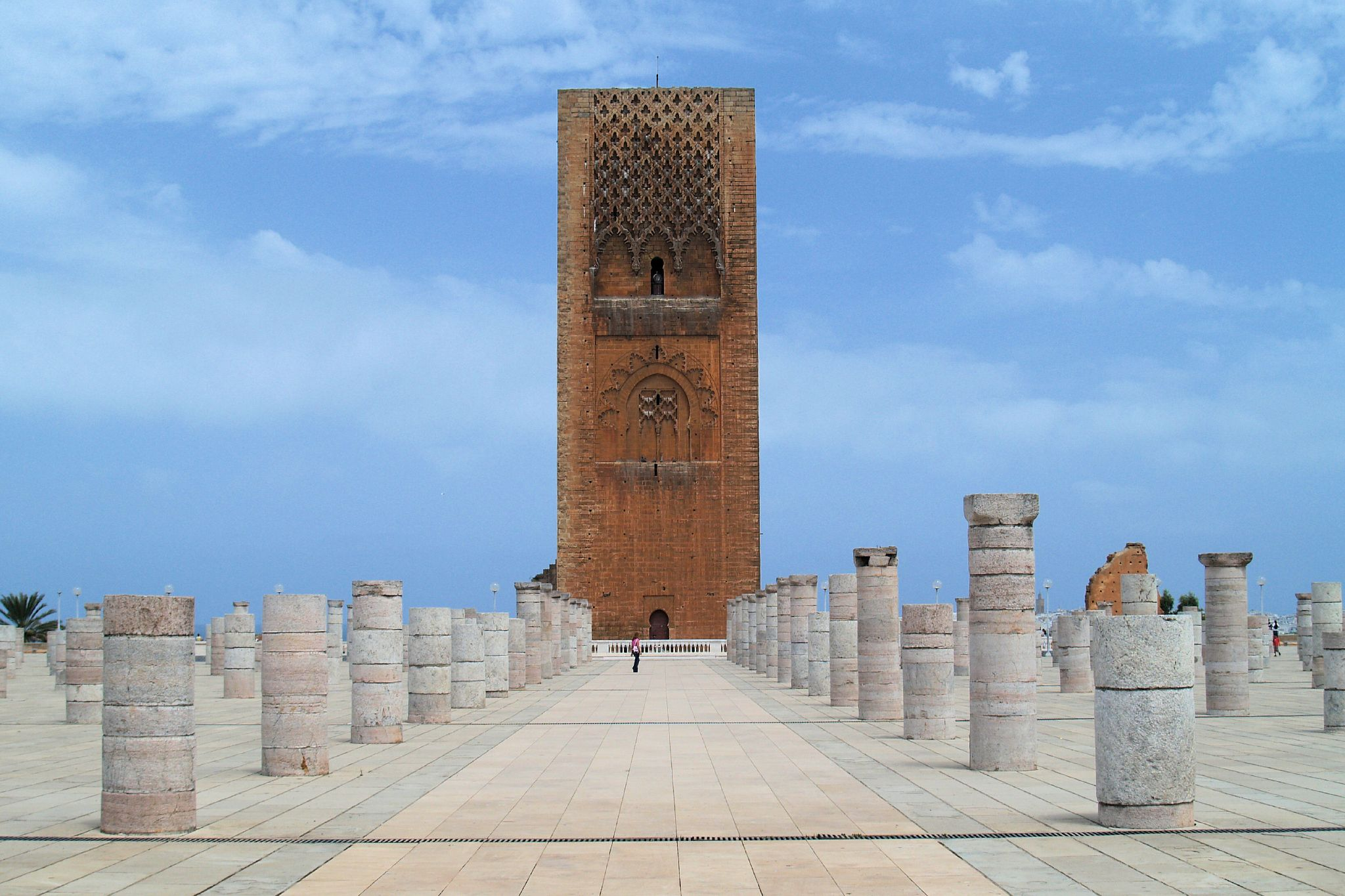
Torre Hasan, alminar de la mezquita mandada construir por sultán almohade Yaqub al-Mansur (siglo XII) en Rabat

## General

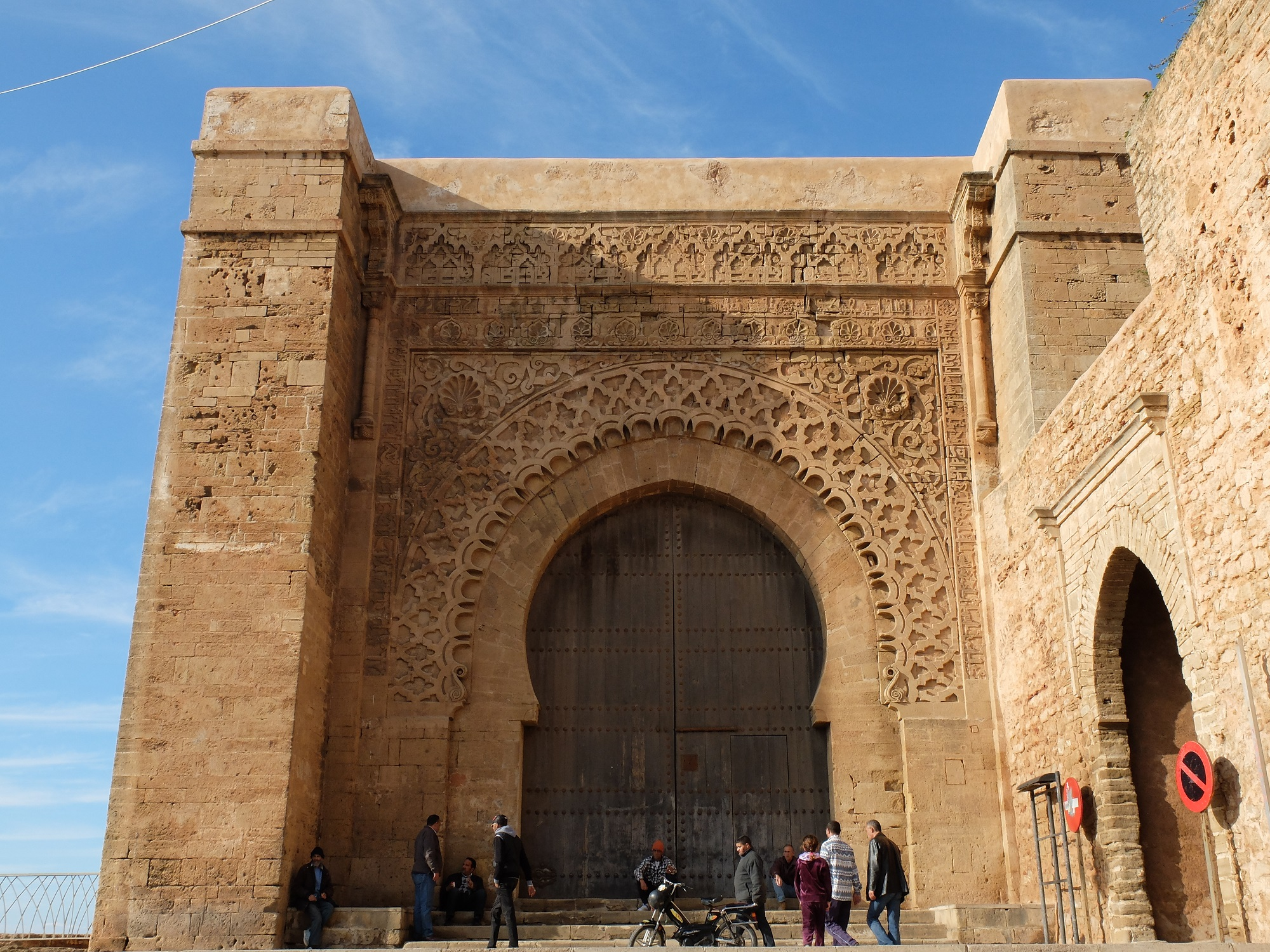
Ejemplo de motivos decorativos almohades en piedra tallada en Bab Oudaya (Rabat, finales del)

Junto con el período almorávide que lo precedió, el período almohade se considera una de las etapas más formativas de la arquitectura marroquí y morisca, estableciendo muchas de las formas y motivos que se refinaron en los siglos posteriores. Los principales sitios de arquitectura y arte almohade fueron las capitales de Fez, Marrakech, Rabat y Sevilla, así como importantes mezquitas en Taza y Tinmel.
En comparación con el anterior período almorávide y el período de taifas o califal en al-Ándalus, la arquitectura almohade temprana fue mucho más sobria en su ornamentación, centrando su atención en las formas y proporciones arquitectónicas generales, en lugar de en la decoración superficial detallada. Los motivos anteriores se refinaron y se les dio una mayor escala. Si bien la ornamentación superficial siguió siendo importante, los arquitectos buscaron un equilibrio entre las superficies decoradas y los espacios vacíos, permitiendo que la interacción de la luz y las sombras a través de las superficies talladas desempeñara un papel importante.
Además de continuar la integración de las tradiciones artísticas marroquí y andalusí, algunas corrientes de la arquitectura almohade también pudieron reflejar influencias de Argelia y Túnez (Ifriqiya). Algunos elementos almohades, como los arcos polilobulados, tienen sus primeros precedentes en la arquitectura fatimí de Ifriqiya y Egipto, y también aparecieron en la arquitectura andalusí, como en el palacio de la Aljafería. En el período almohade, este tipo de arco se perfeccionó con funciones decorativas, mientras que los arcos de herradura siguieron siendo habituales en otros lugares.
En general, la arquitectura almohade se construía principalmente con tapial y ladrillo, en lugar de piedra. Estos dos materiales eran relativamente baratos, fáciles de conseguir en la mayoría de los yacimientos y ya se habían utilizado mucho en los siglos anteriores. Los arquitectos almohades perfeccionaron tanto el proceso de fabricación de estos materiales como su ensamblaje in situ, lo que posibilitó la ejecución de numerosos y ambiciosos proyectos de construcción. Según el erudito Felix Arnold, durante el período almohade «la construcción se convirtió en una industria a una escala nunca vista desde la época romana».

## Mezquitas

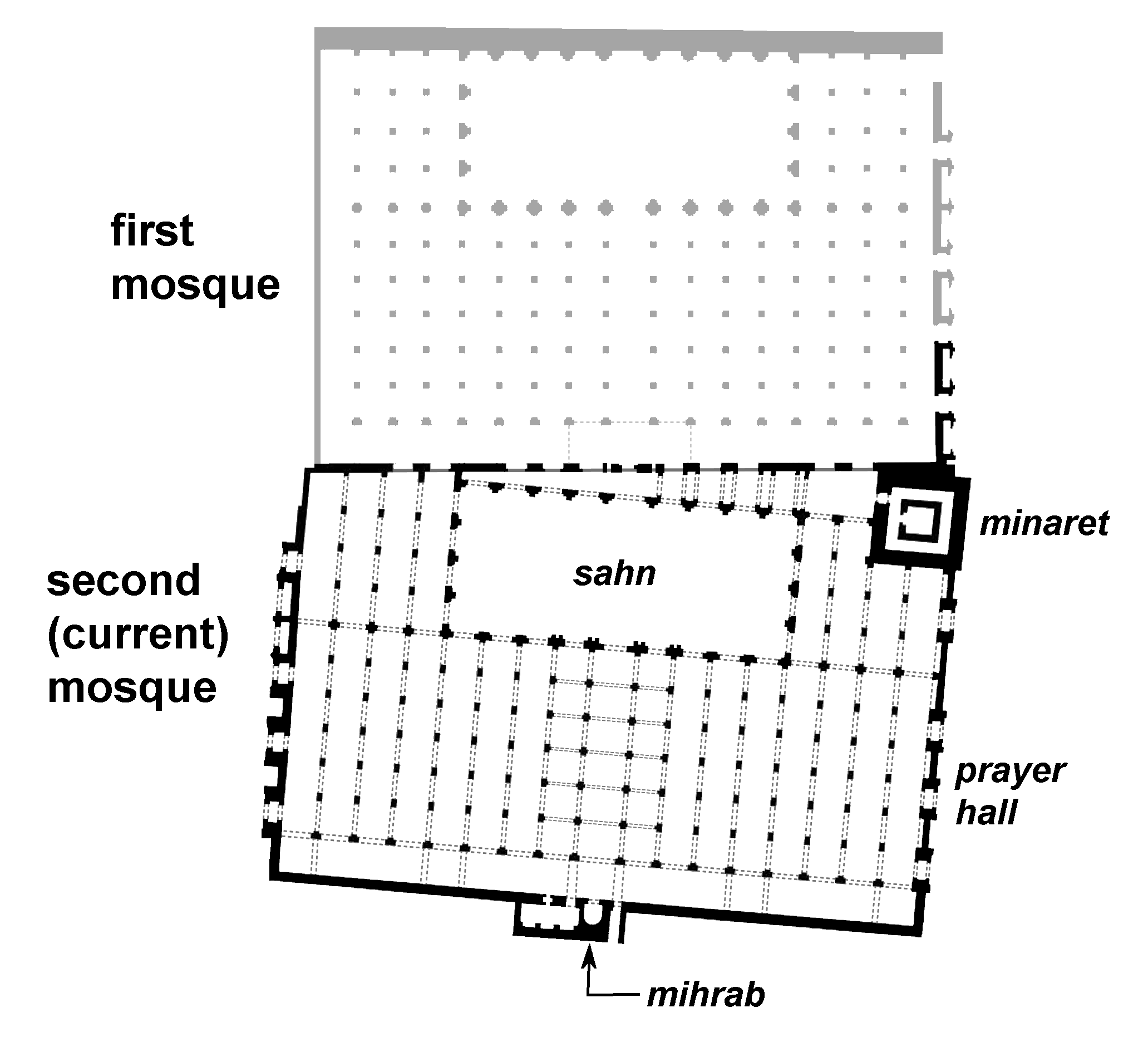
Planta de la mezquita Kutubía (1158-1195) en Marrakesh, incluidos los restos de la primera mezquita (en gris claro)

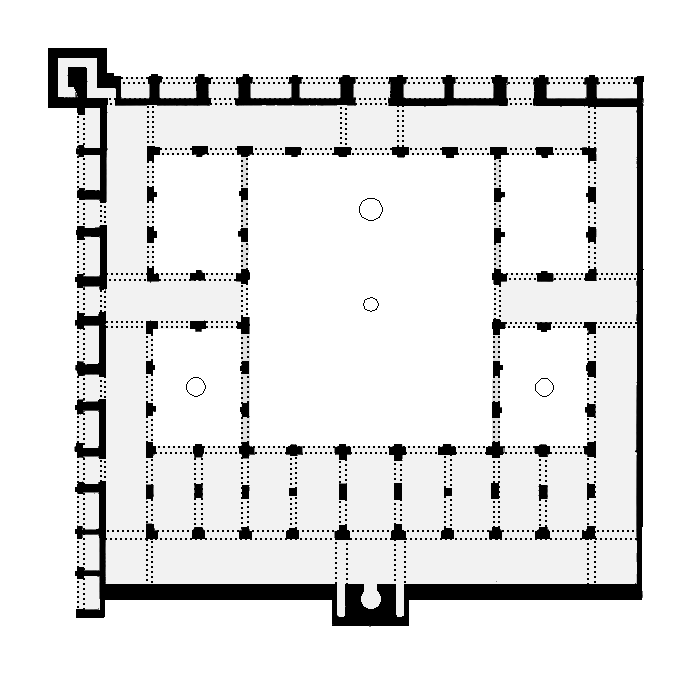
Planta de la mezquita de la Qasba (1185-1190) de Marrakech, que muestra la disposición de los patios (algunos con fuentes circulares) y los espacios interiores (sombreados). La estructura cuadrada en la parte superior izquierda es el minarete, y el nicho en la parte inferior central es el mihrab.

Las mezquitas almohades, excepto la inacabada de Rabat, van a seguir el modelo de la mezquita de Tremecén almorávide, con naves perpendiculares al muro de la qibla. Las mezquitas de Kutubía y de Tinmal se consideran a menudo los prototipos de las mezquitas marroquíes y andalusíes posteriores, aunque la Gran Mezquita de Taza es la mezquita almohade más antigua que se conserva (comenzada en 1142, y con los muros acabados en 1172) (posteriormente modificada por los meriníes en 1292-1293) Al igual que las mezquitas anteriores de la región, las mezquitas almohades tienen interiores que consisten en grandes salas hipóstilas divididas por filas de arcos que crean un repetitivo efecto visual. Sin embargo, el pasillo o "nave" que conduce hacia el mihrab (nicho que simboliza la qibla en el muro sur/sureste) y el pasillo que discurre a lo largo del propio muro de la qibla solían ser más anchos que los demás y estaban resaltados con arcos distintivos y una mayor decoración. Esta disposición, ya presente en las mezquitas almorávides, es a menudo denominada «planta en T» por los historiadores del arte (porque la nave lateral que corre paralela al muro de la qibla y la nave que conduce al mihrab, perpendicular a ella, forman una «T»), y se convirtió en estándar en las mezquitas de la región durante siglos.
La sala de oración de Kutubía es hipóstila y cuenta con más de cien pilares, con semicolumnas adosadas que sirven de apoyo a arcos de herradura a lo largo de las naves paralelas. La hornacina del mihrab está en el muro de la quibla en la sala de oración a lo largo de la ensanchada nave central, a la que se accede desde el patio. Hay una ancha nave transversal alineada con la quibla en el extremo meridional de la sala de oraciones. Tres anchas naves centrales se alinean perpendiculares a la sala hacia el norte y están flanqueadas por otras siete más pequeñas paralelas, siendo en total diecisiete naves paralelas. Las naves longitudinales, de unos 36 m de largo, tienen seis veces la anchura de la gran nave transversal. Las extensiones de estas naves son las cuatro naves más externas a ambos lados de los anejos de la sala de oración y el patio.

Mezquitas almohades
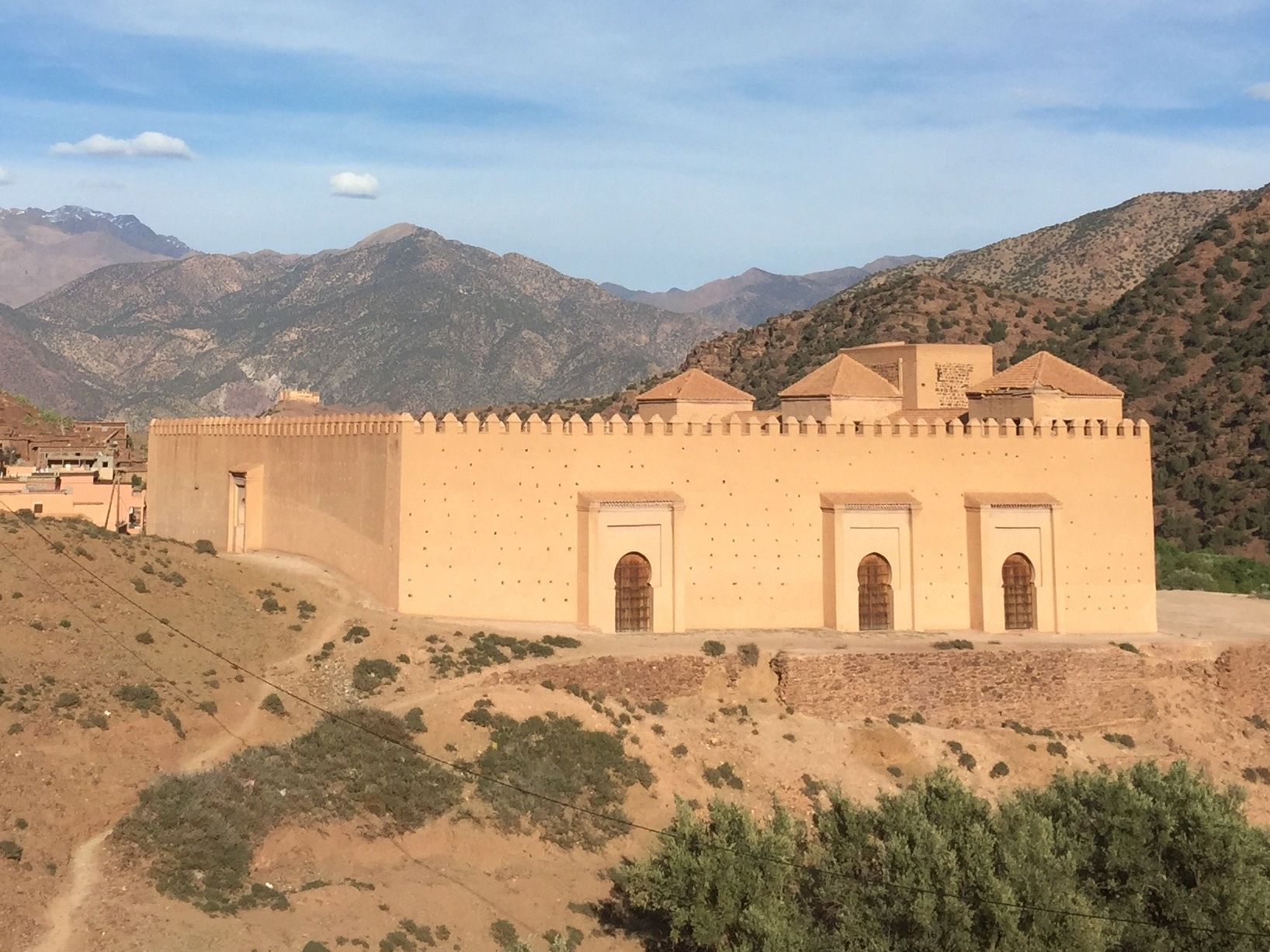
Mezquita Tinmal (ca. 1148)
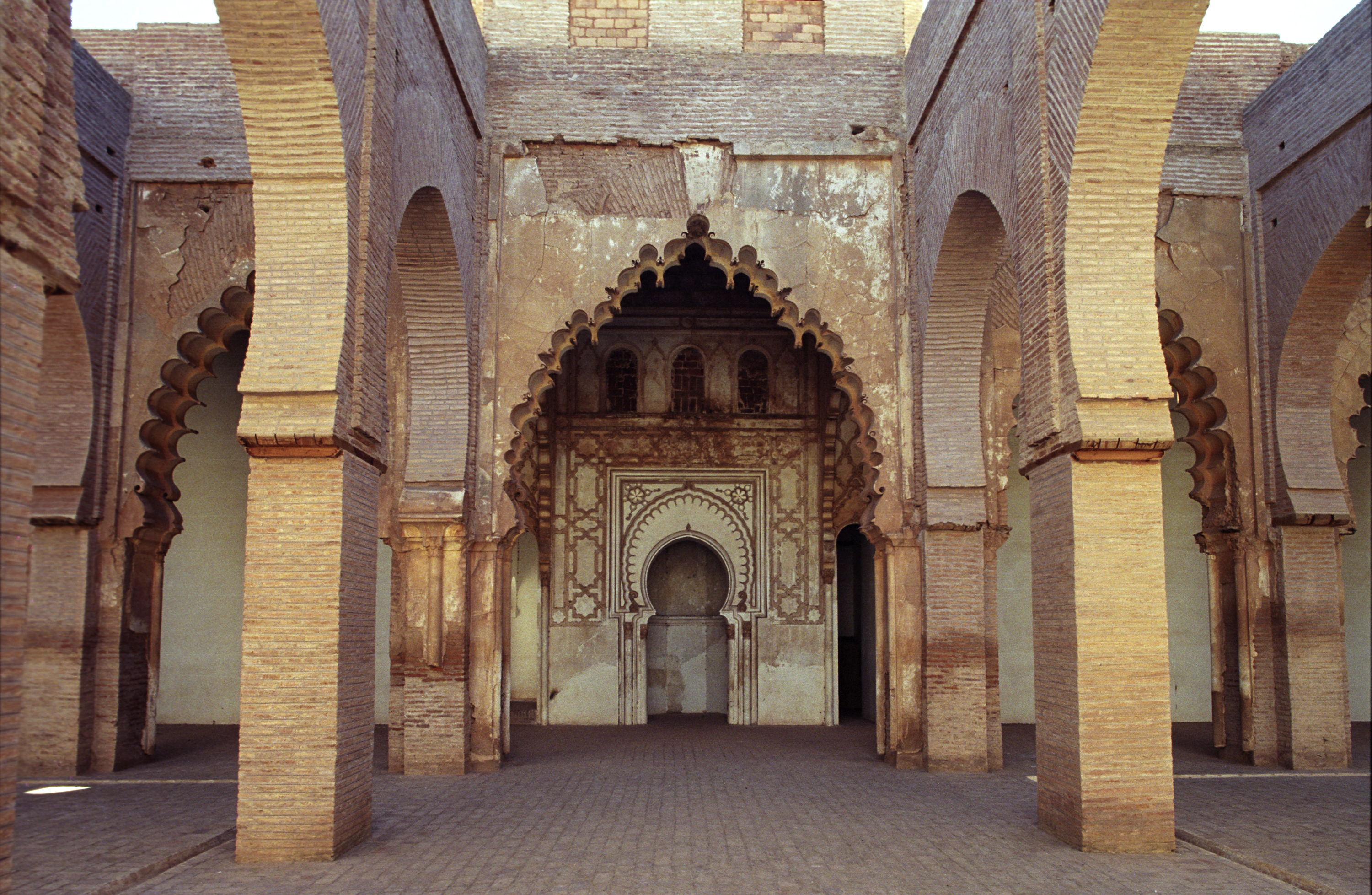
Interior de la sala de oración, mirando hacia el mihrab (centro), de la mezquita de Tinmal (1148; ahora parcialmente en ruinas) (La nave más meridional, antes del mihrab, está delimitada por diferentes diseños de arcos)
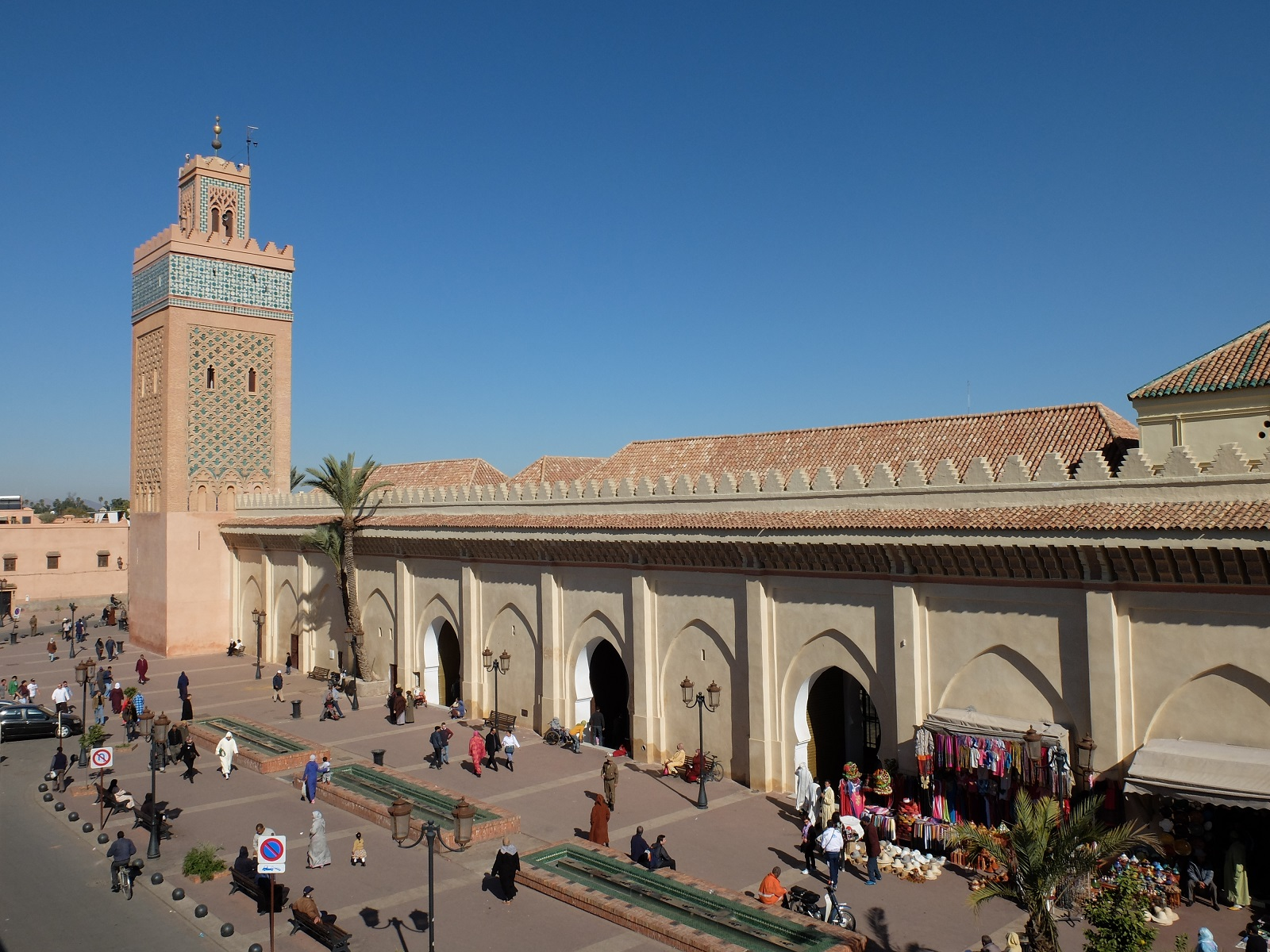
Mezquita de la Qasba (1185-1190), Marrakech, construida por el califa almohade Abu Yúsuf Yaacub al-Mansur
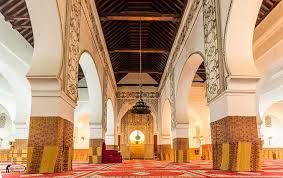
Interior de la Gran Mezquita de Taza (1142.1172), la mezquita almohade más antigua que se conserva (1142-1172) (posteriormente modificada por los meriníes en 1292-1293)

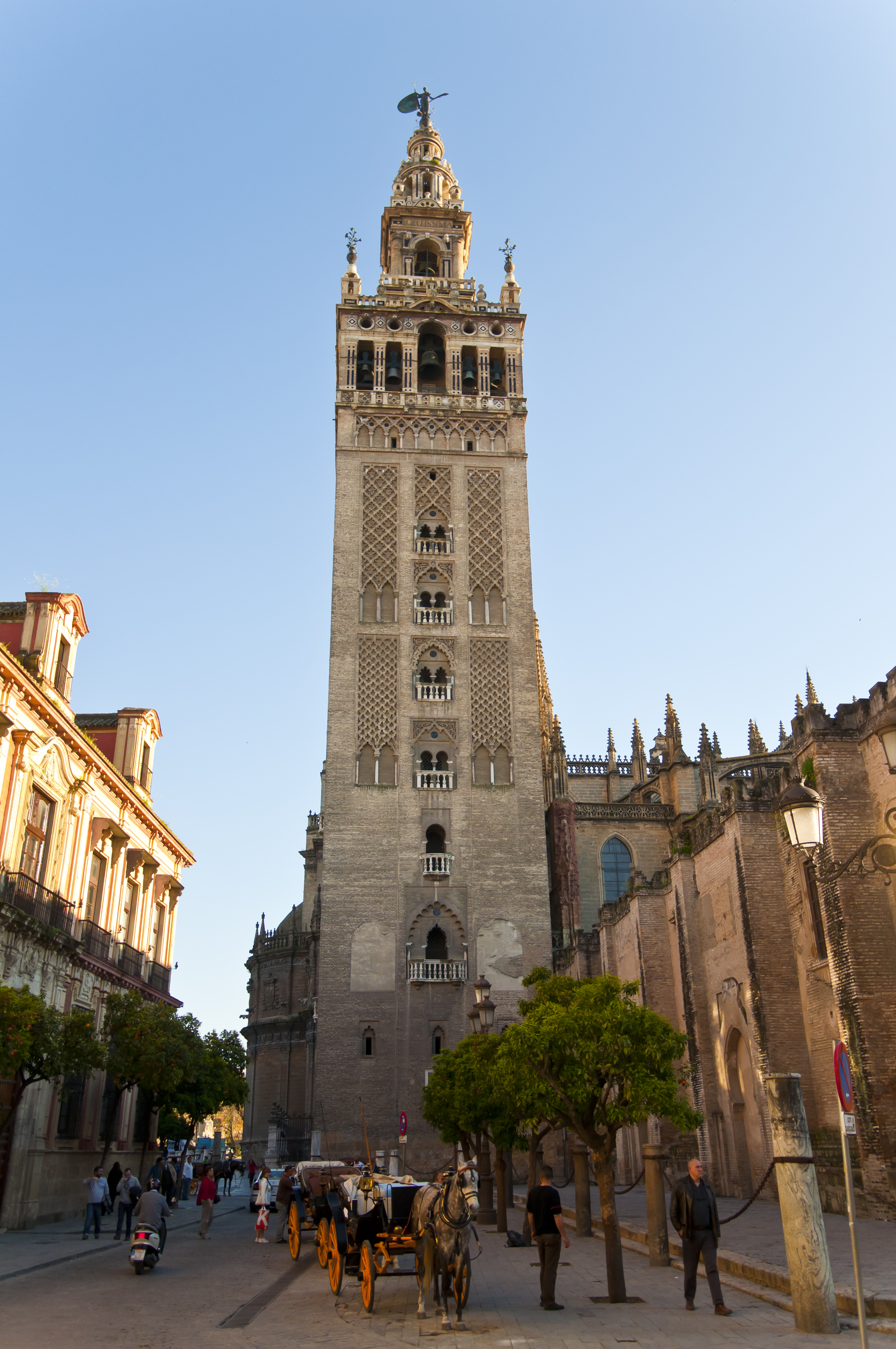
La Giralda en Sevilla

Los minaretes de las mezquitas almohades también establecieron la forma y el estilo estándar de los minaretes posteriores en la región, con una planta cuadrada y un fuste de dos niveles cubierto de arco polilobulado y motivos de darj wa ktaf . El minarete de la mezquita de la Qasba (1185-1190) de Marrakech fue particularmente influyente y estableció un estilo que se repitió, con pequeñas elaboraciones, en el siguiente período meriní. Sin embargo, los minaretes más famosos de esta época son los minaretes de la Mezquita Kutubiyya (comenzada en 1147 porAbd al-Mu'min pero posteriormente reconstruida antes de 1195), la Giralda de Sevilla (parte de una Gran Mezquita comenzada en 1171 por Abu Ya'qub Yusuf), y la inacabada Torre Hasán de Rabat (parte de una enorme mezquita comenzada por el califa Abu Yúsuf Yaacub al-Mansur (r. 1184-1199) en 1191 pero nunca completada).
Los minaretes almohades se caracterizan por su planta cuadrada y su alzado compuesto por dos torres, una de las cuales alberga a la otra y entre las que discurre una escalera o una rampa en el caso de la Giralda de Sevilla.  La torre interior está formada por estancias abovedadas superpuestas que tendrán repercusión posterior en las torres-campanarios mudéjares, sobre todo las de Aragón.
El minarere de Kutubía se comenzó a construir bajo el mandato de Abd Al-Mumin y se acabó en tiempos de Abu Yusuf Yaqub Al-Mansur. Construido con piedra arenisca, estaba recubierto originalmente con yeso rosa marraquesí, pero en los años 1990, se prefiriero exponer la piedra original y quitar el revoco. Cada lado de la base cuadrangular mide 12,8 m y alcanza los 77 m (con la aguja de 8 m) y se ve desde una distancia de 29 km. (se prohíbe que se construya ningún edificio por encima de la altura de una palmera a su alrededor). Cada lado de la torre está diseñado de manera diferente, ya que las aberturas de las ventanas están dispuestas a diferentes alturas, de acuerdo con la rampa ascendente del interior.

Minaretes almohades
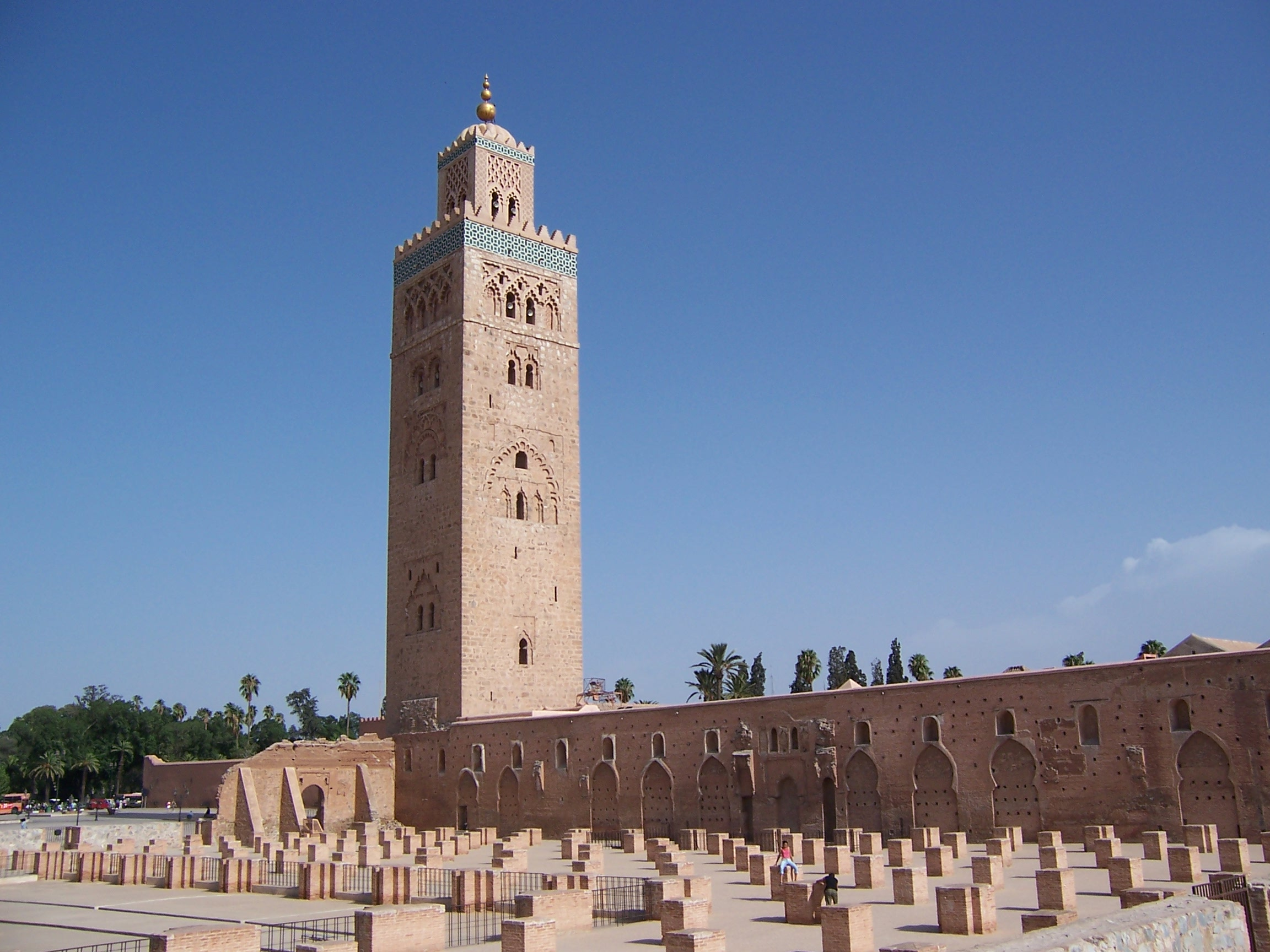
Alminar de la mezquita Kutubía (1158-1195) en Marrakesh
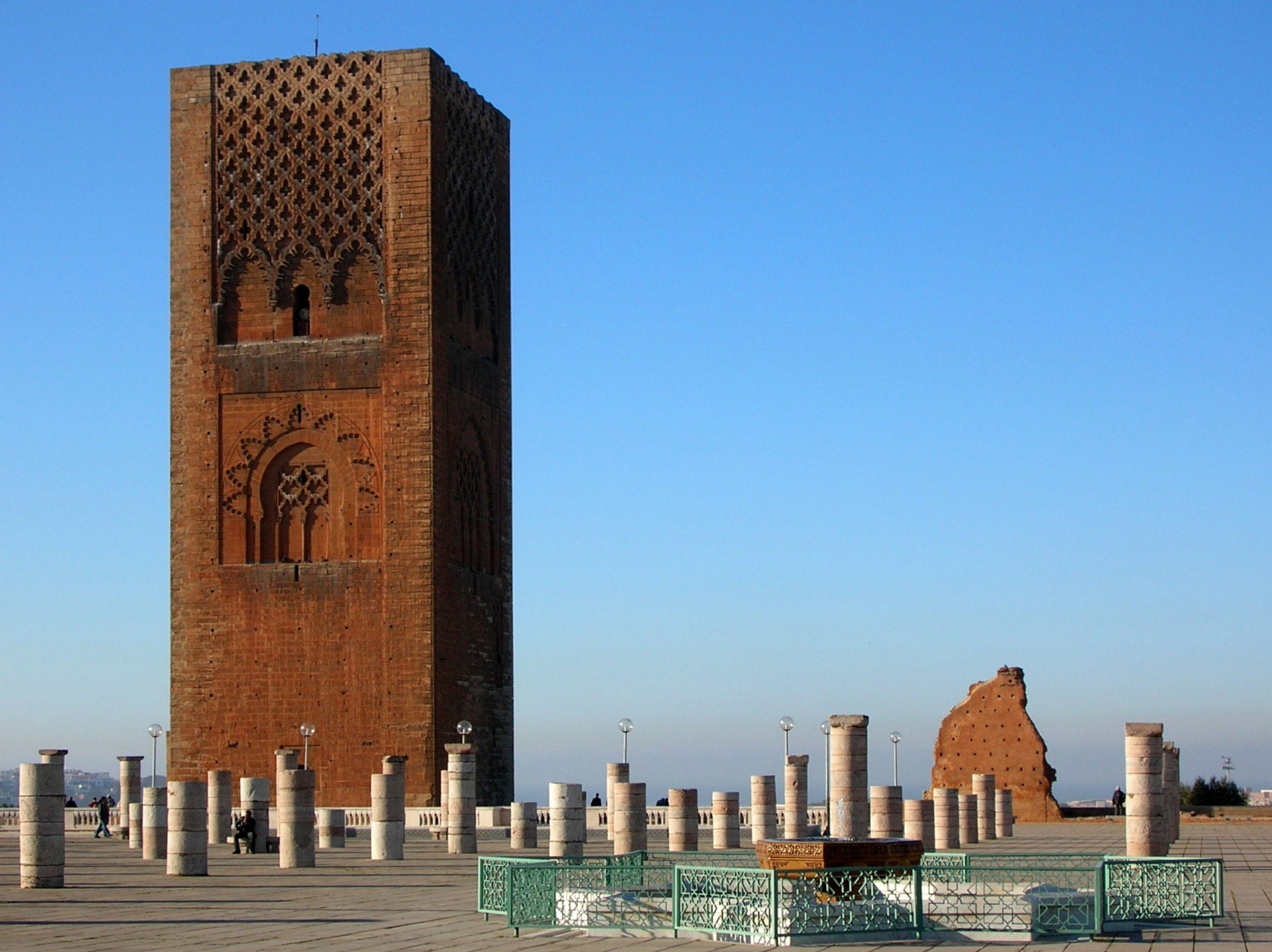
Torre Hasán (1195-1199), alminar de la mezquita mandada construir por sultán almohade Yaqub al-Mansur (siglo XII) en Rabat
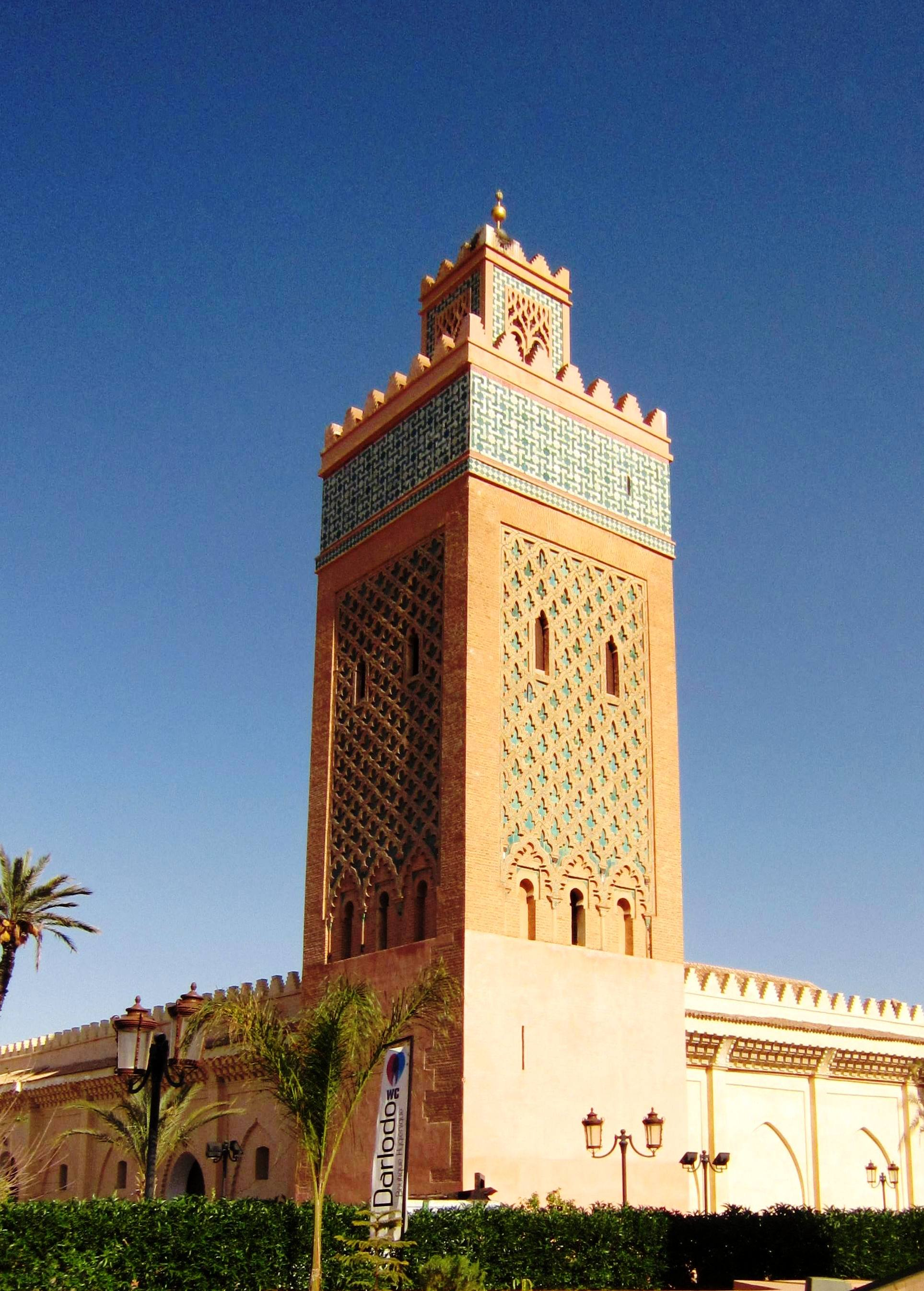
El minarete de la mezquita de la Qasba (1185-1190) de Marrakech fue particularmente influyente
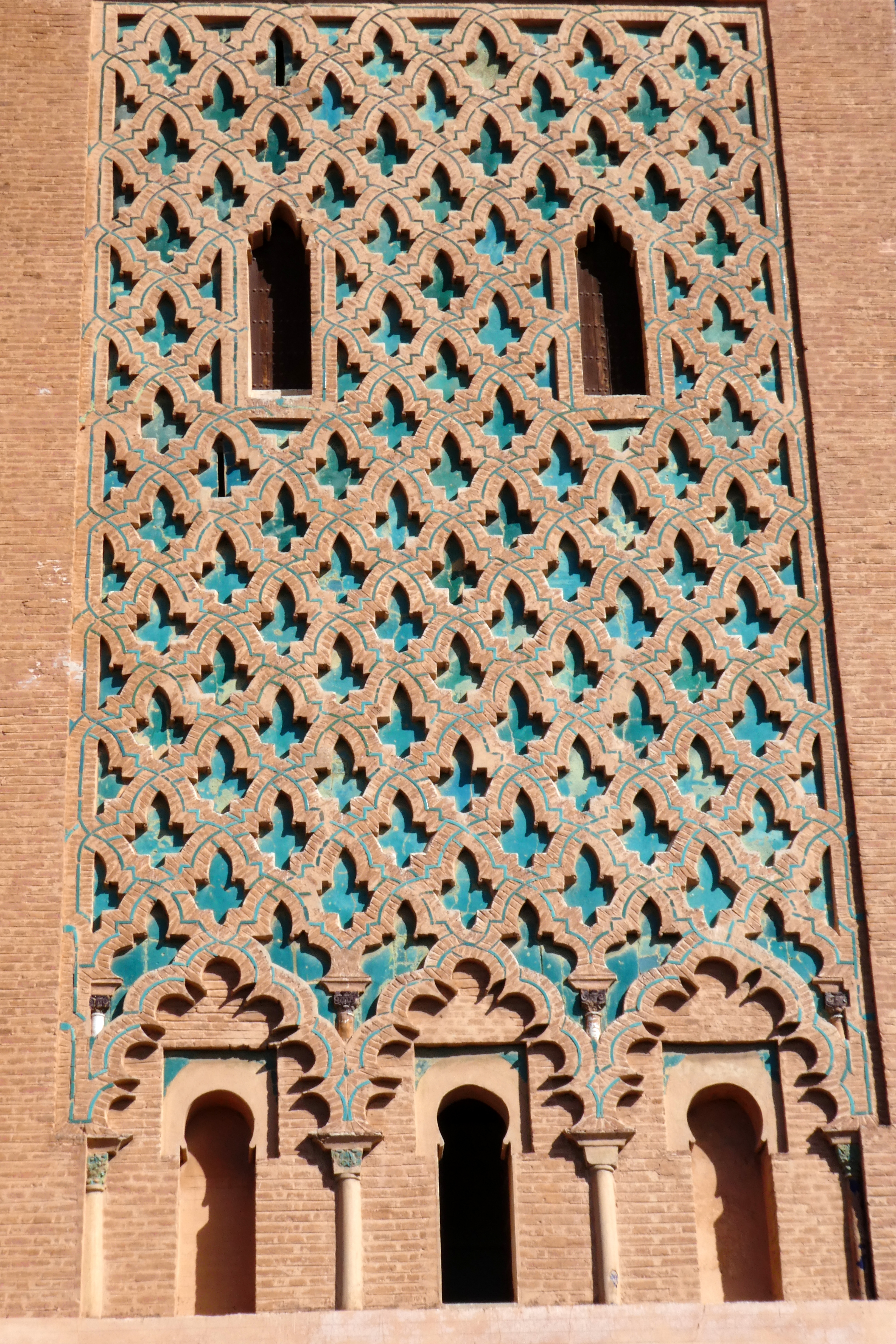
Detalle del minarete de la mezquita de la Qasba (1185-1190)

## Palacios

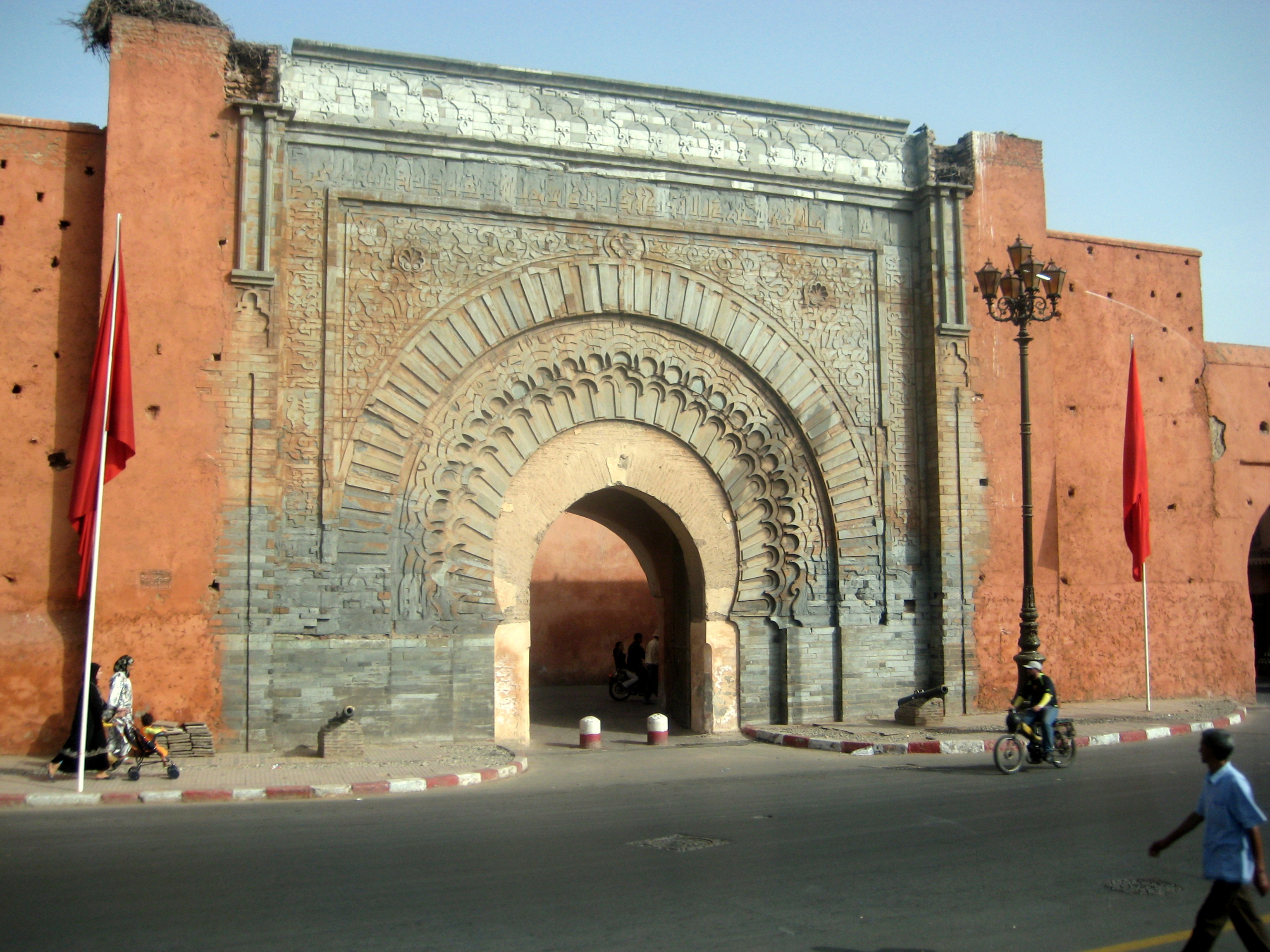
Bab Agnaou (1188-1190), la principal puerta pública de la Qasba de Marrakech

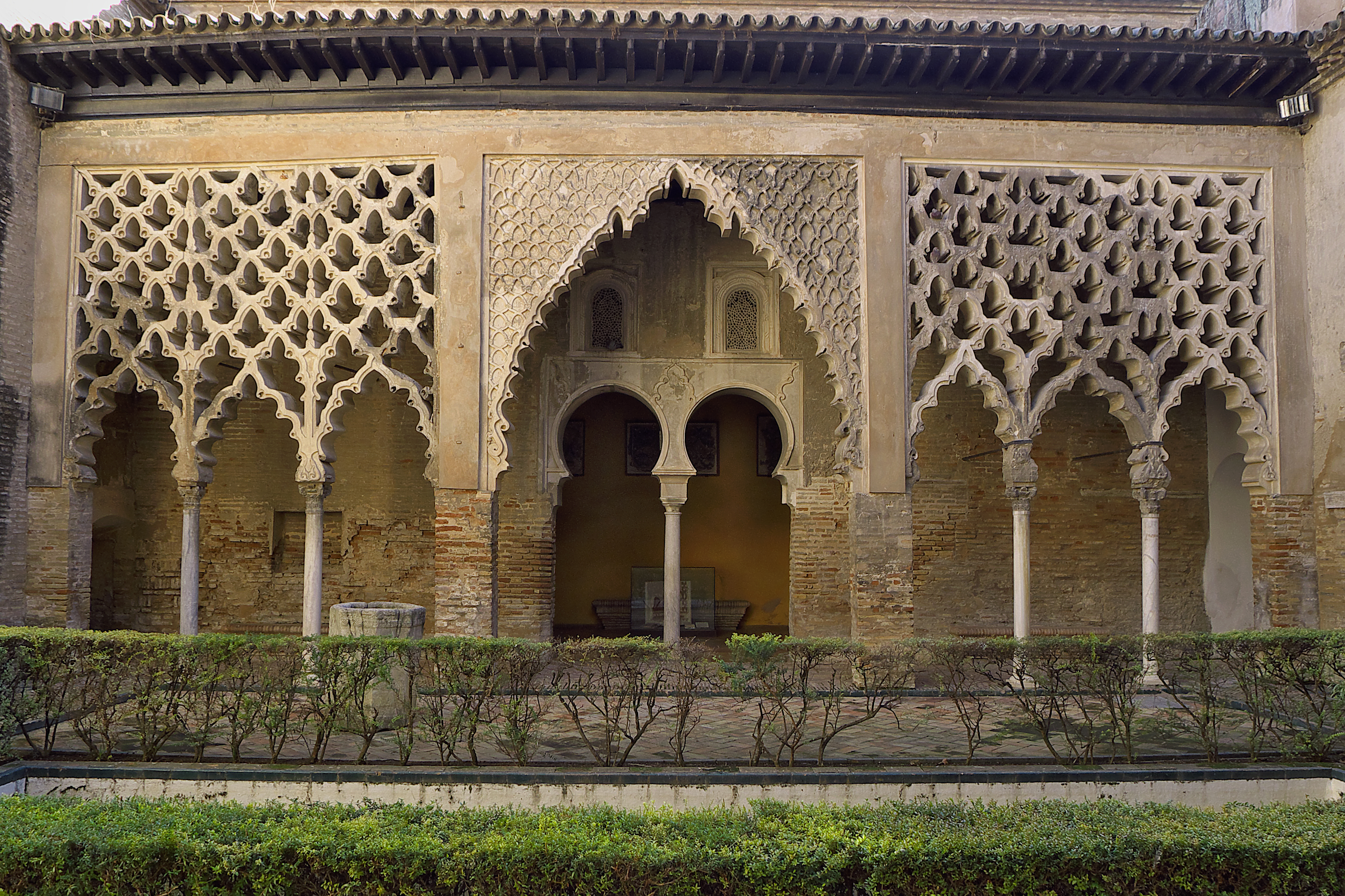
El pórtico sur del patio del Yeso del Alcázar de Sevilla, que data de época almohade

Al-Mansur creó la Qasba de Marrakech, una gran ciudadela real y complejo palaciego para albergar a la familia y la administración del califa. La principal entrada pública de esta kasbah era la puerta ornamental de Bab Agnaou.
Los califas almohades también construyeron muchas fincas rurales justo a las afueras de las principales ciudades donde residían, continuando una tradición que existía bajo los almorávides.  Los ejemplos más conocidos de estas fincas se diseñaban alrededor de grandes estanques de agua o embalses que permitían sustentar huertos de árboles frutales y otras plantas. Algunos de ellos se conocen como al-Buḥayra  ('pequeño mar') en fuentes árabes, probablemente en referencia a estos lagos artificiales. En el borde de los embalse se construyeron pequeños palacios o pabellones de recreo. En Marrakech, los actuales jardines de Agdal y Menara se desarrollaron a partir de tales creaciones almohades. También se creó un conjunto ajardinado similar en Rabat, pero los arqueólogos no lo han encontrado.
En Sevilla, los restos del jardín de al-Buḥayra, fundado en 1171, fueron excavados y parcialmente restaurados en la década de 1970. El Alcázar Genil (originalmente llamado al-Qaṣr as-Sayyid)  en Granada, creado a finales del periodo almohade y posteriormente remodelado por los nazaríes, se alzaba junto a una enorme piscina en las afueras de la ciudad. Un pequeño ribat, consistente en una sala cuadrada cubierta por una cúpula de dieciséis lados sobre trompas, se construyó cerca al mismo tiempo y se ha conservado hoy en día como ermita cristiana.
Los jardines hundidos también formaban parte de la arquitectura palaciega almohade. En algunos casos, los jardines se dividían simétricamente en cuatro partes, de forma similar a un jardín de riyad. Se han encontrado ejemplos de estos jardines en varios patios del Alcázar de Sevilla, donde se alzaban antiguos palacios almohades (el patio de la casa de Contratación y otro, actualmente subterráneo, conocido como el Jardín Crucero o los Baños de doña María de Padilla).: 70–71  Este esquema será retomado en los patios nazaríes y mudéjares.
Igual repercusión tendrá otra novedad que aparece en el patio del Yeso del Alcázar de Sevilla consistió en la colocación de unas pequeñas aberturas o ventanas cubiertas con celosías de estuco sobre el vano de acceso a una estancia para permitir su iluminación y ventilación.

## Fortificaciones

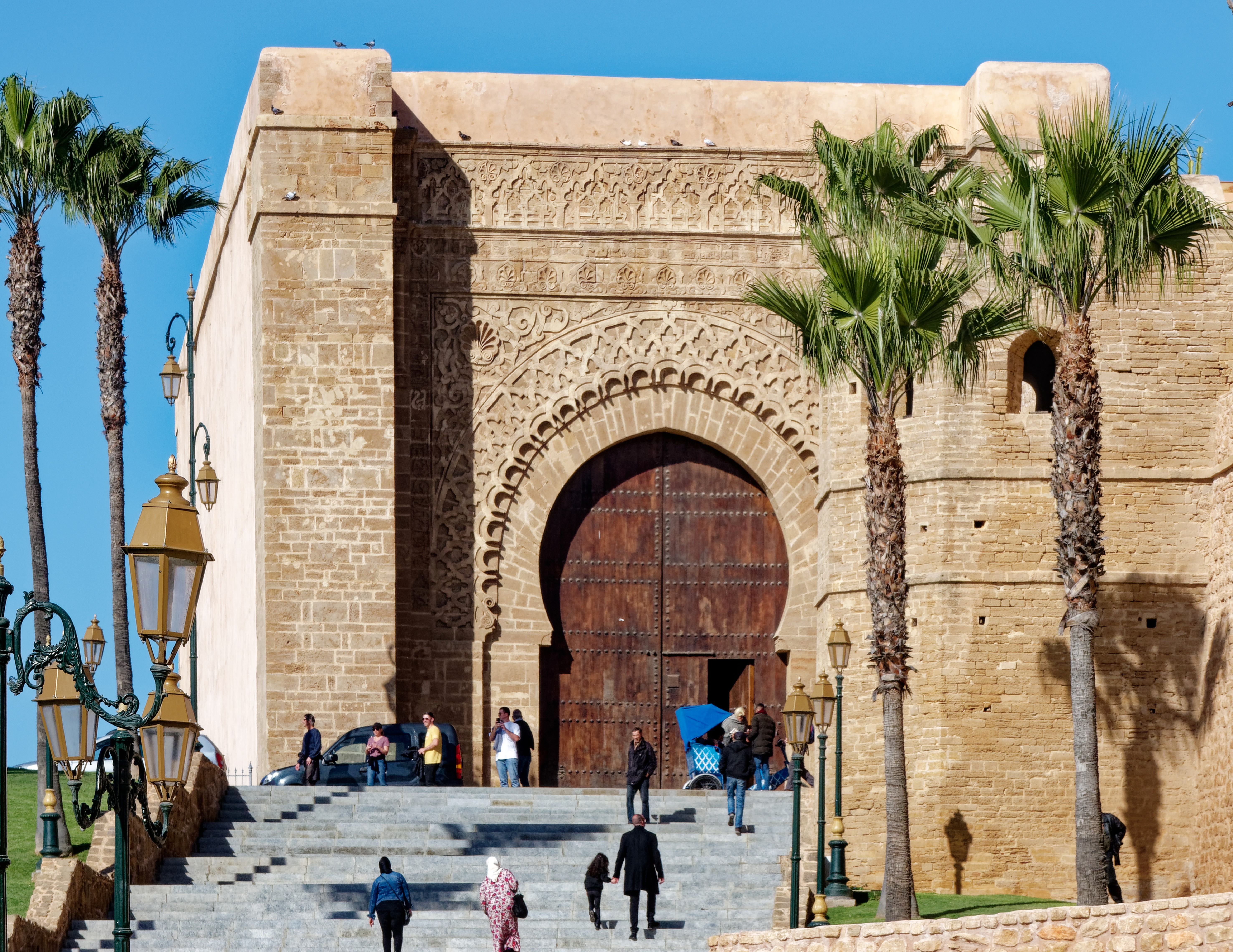
Puerta ceremonial de Bab Oudaia (finales del), en la Qasba de los Udayas, recientemente restaurada

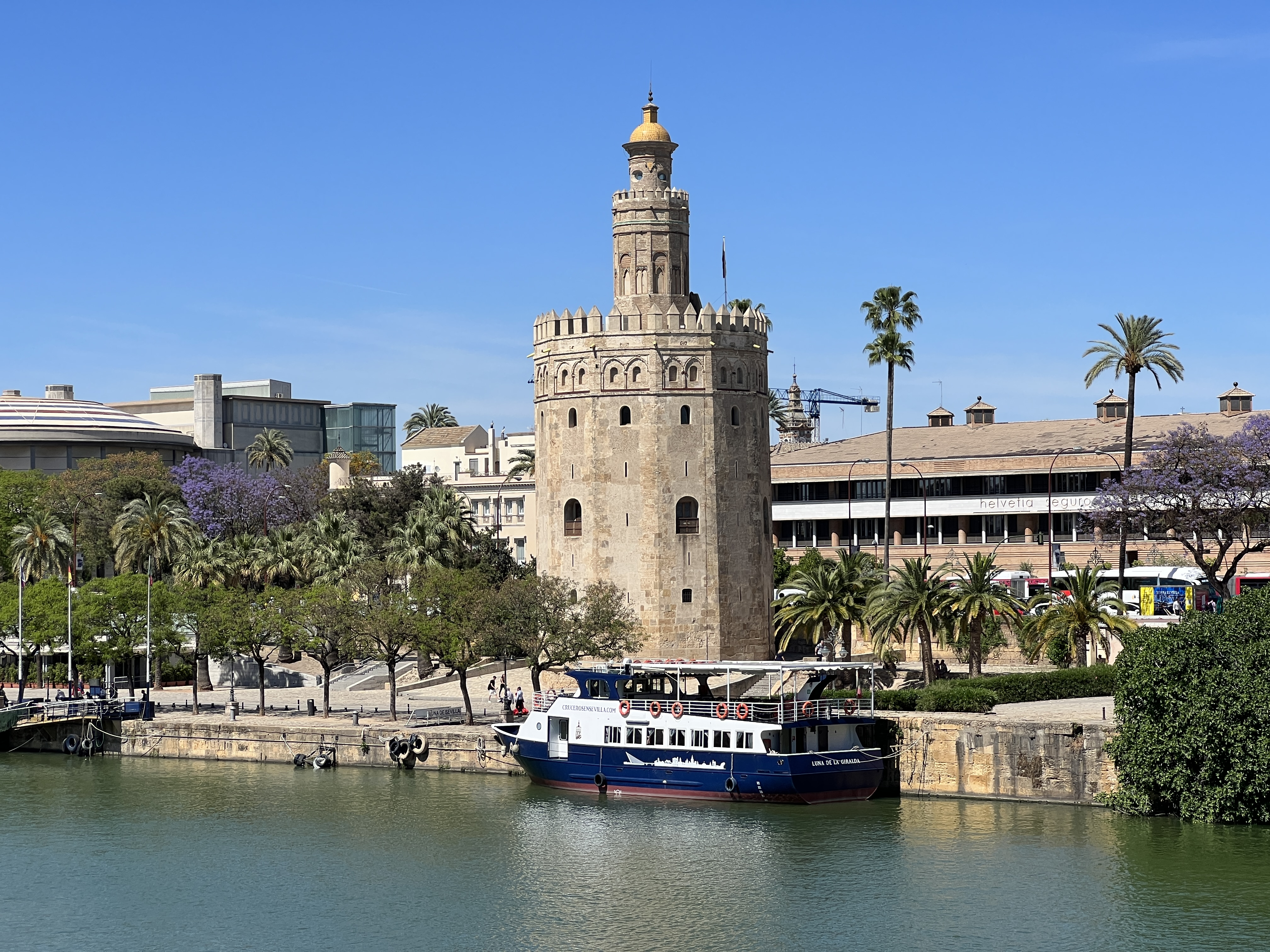
La Torre del Oro, antigua torre fortaleza militar que custodiaba el tráfico fluvial de la Sevilla almohade.

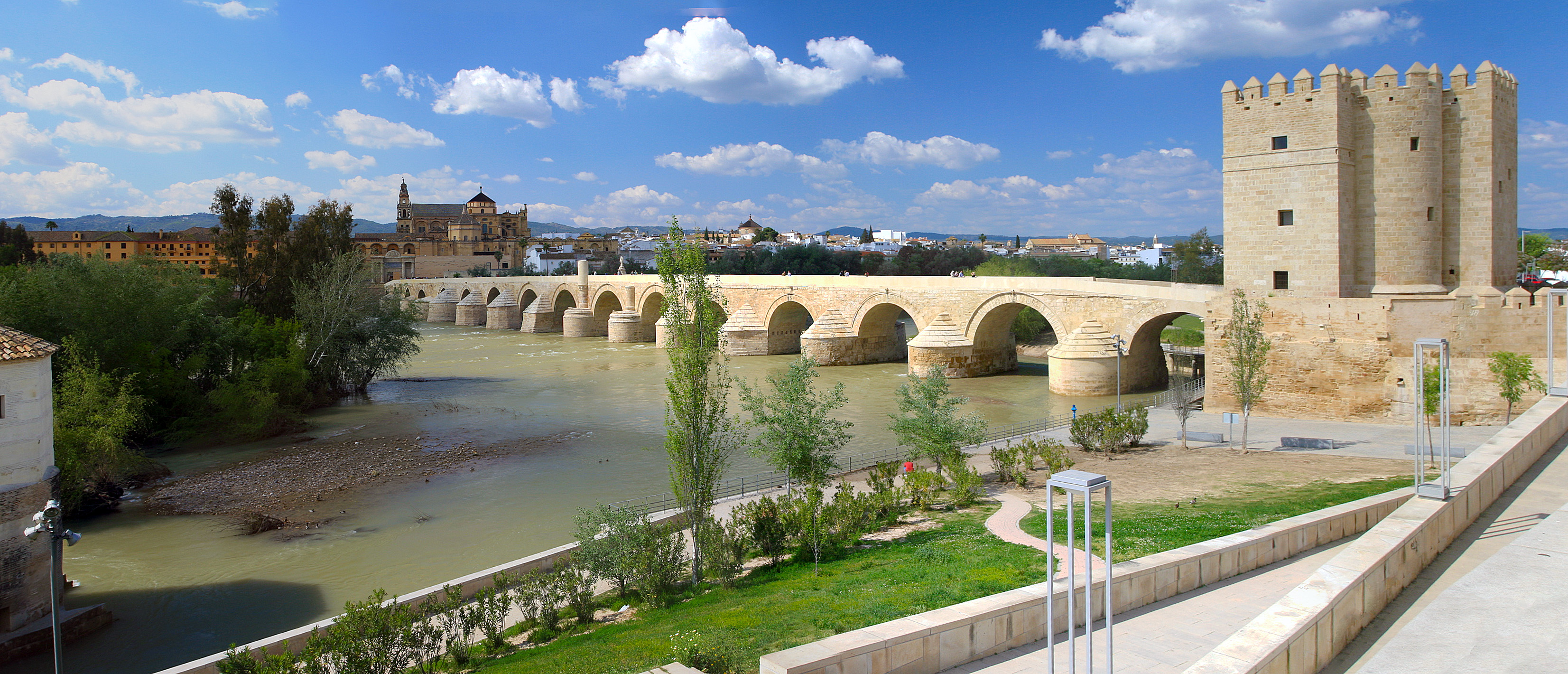
El puente de Córdoba, con la Torre de la Calahorra

Los almohades también fueron prolíficos constructores de fortificaciones y fuertes en todo su reino. Fueron responsables de construir (o reconstruir) las murallas de las ciudades de  Sevilla, Fes y Taza,  así como muchos fuertes y castillos más pequeños en Marruecos y el sur de España y Portugal. Las defensas experimentan un enriquecimiento tipológico y un perfeccionamiento de su eficaciade gran trascendencia, incluso, para el ámbito cristiano. Aparecen complejas puertas en recodo para que los atacantes al avanzar dejen uno de sus flancos al descubierto; torres poligonales para desviar el ángulo de tiro; torres albarranas separadas del recinto murado pero unidas a él en la parte alta mediante un arco superior y cuya proyección hace que aumente su eficacia defensiva respecto a una torre normal; muros corachas que discurren perpendiculares al recinto murado al objeto de proteger una toma de agua o una puerta y evitar el cerco completo; así como barbacanas o antemuros.
En Rabat, Abd al-Mu'min construyó la mayor parte de la actual Qasba de los Udayas en 1150-1151 (después de haber destruido allí un ribat almorávide anterior), mientras que Abu Yusuf Ya'qub al-Mansur se embarcó en la construcción de una nueva y vasta capital y ciudadela en su lado sur llamada Ribat al-Fath  (para la cual también estaba destinada la enorme mezquita inacabada de la Torre Hasán). Aunque nunca fue terminada, este proyecto creó las murallas exteriores actuales del centro histórico de Rabat, junto con numerosas puertas como Bab er-Rouah y la puerta ceremonial principal de la Kasbah de los Udayas.. 
La decoración alrededor de los arcos del mihrab en el interior de las mezquitas también evolucionó hacia formas más ricas y monumentales en las grandes puertas ceremoniales de piedra de la arquitectura almohade, como Bab Agnaou en Marrakech y Bab Oudaya y Bab er-Rouah en Rabat. Estas puertas empleaban diversos motivos decorativos dispuestos en semicírculos concéntricos alrededor del arco, todo ello enmarcado a su vez dentro de una banda rectangular exterior con otros motivos. Este estilo permaneció evidente en las puertas meriníes (p. ej., la puerta principal de Chellah) y en las puertas marroquíes posteriores.
Entre las fortificaciones en la Península destacan las alcazabas de Badajoz, donde se encuentra la torre albarrana de Espantaperros, y de Trujillo. En Sevilla, los almohades construyeron la Torre del Oro, una famosa torre albarrana poligonal defensiva a orillas del río Guadalquivir que data de 1220 a 1221 y sigue siendo un punto de referencia de la ciudad en la actualidad. Asimismo, se cree que la Torre de la Calahorra en Córdoba es una edificación originalmente almohade diseñada para defender el río y el antiguo puente de la ciudad.: 326 

Fortificaciones almohades
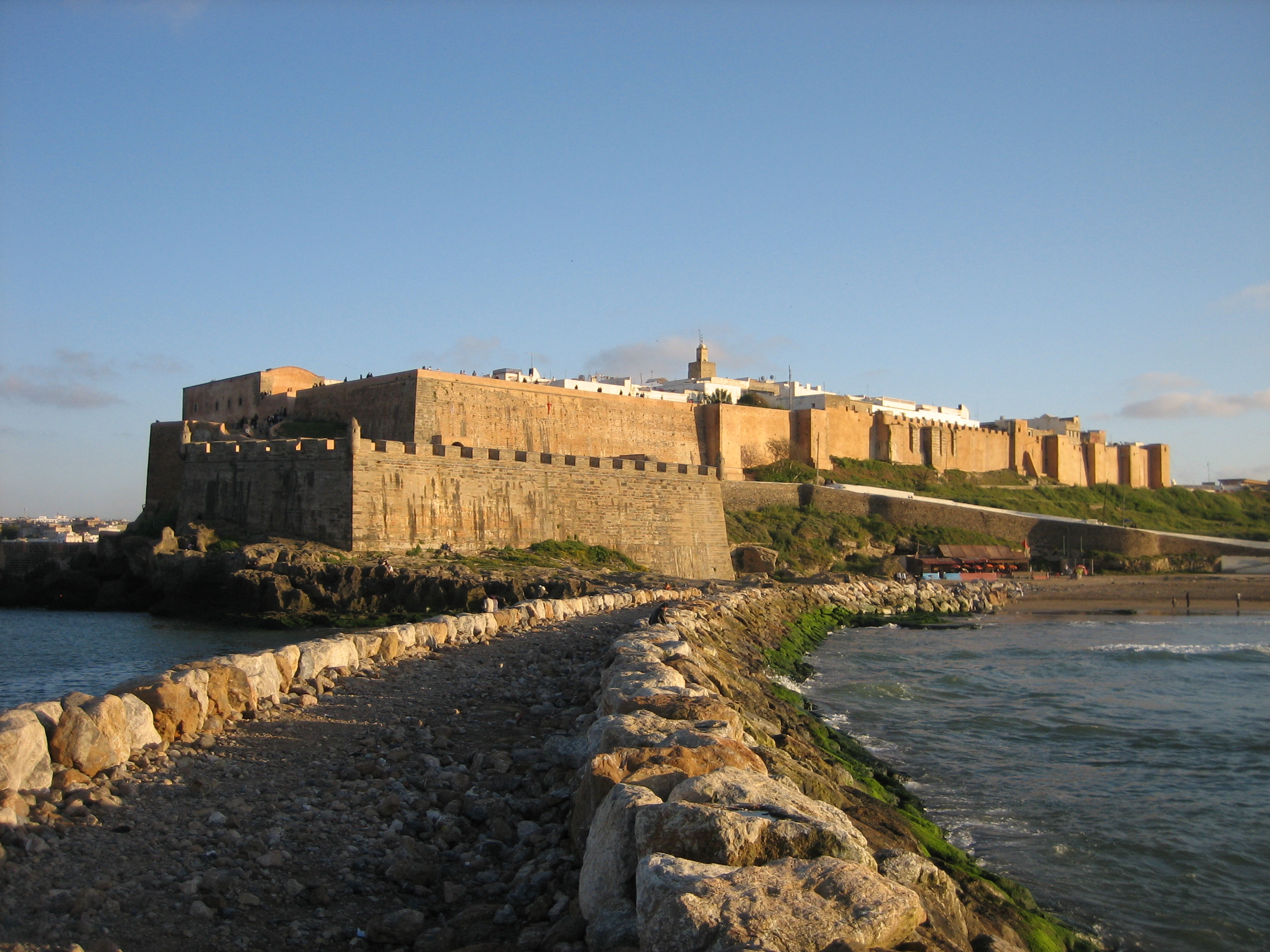
Murallas del recinto exterior de la Qasba de los Udayas (1150-1151), en Rabat
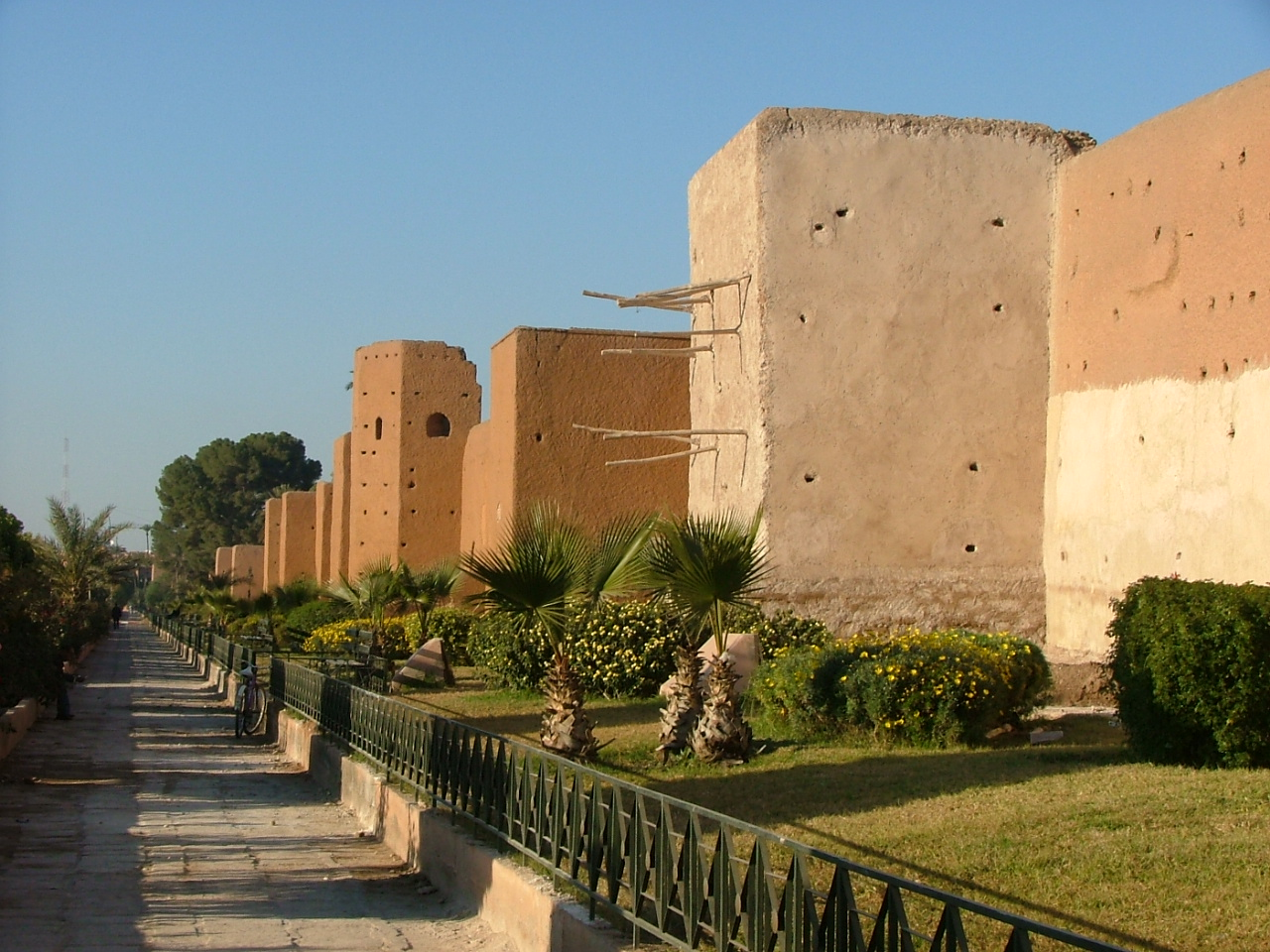
Murallas de Marrakech
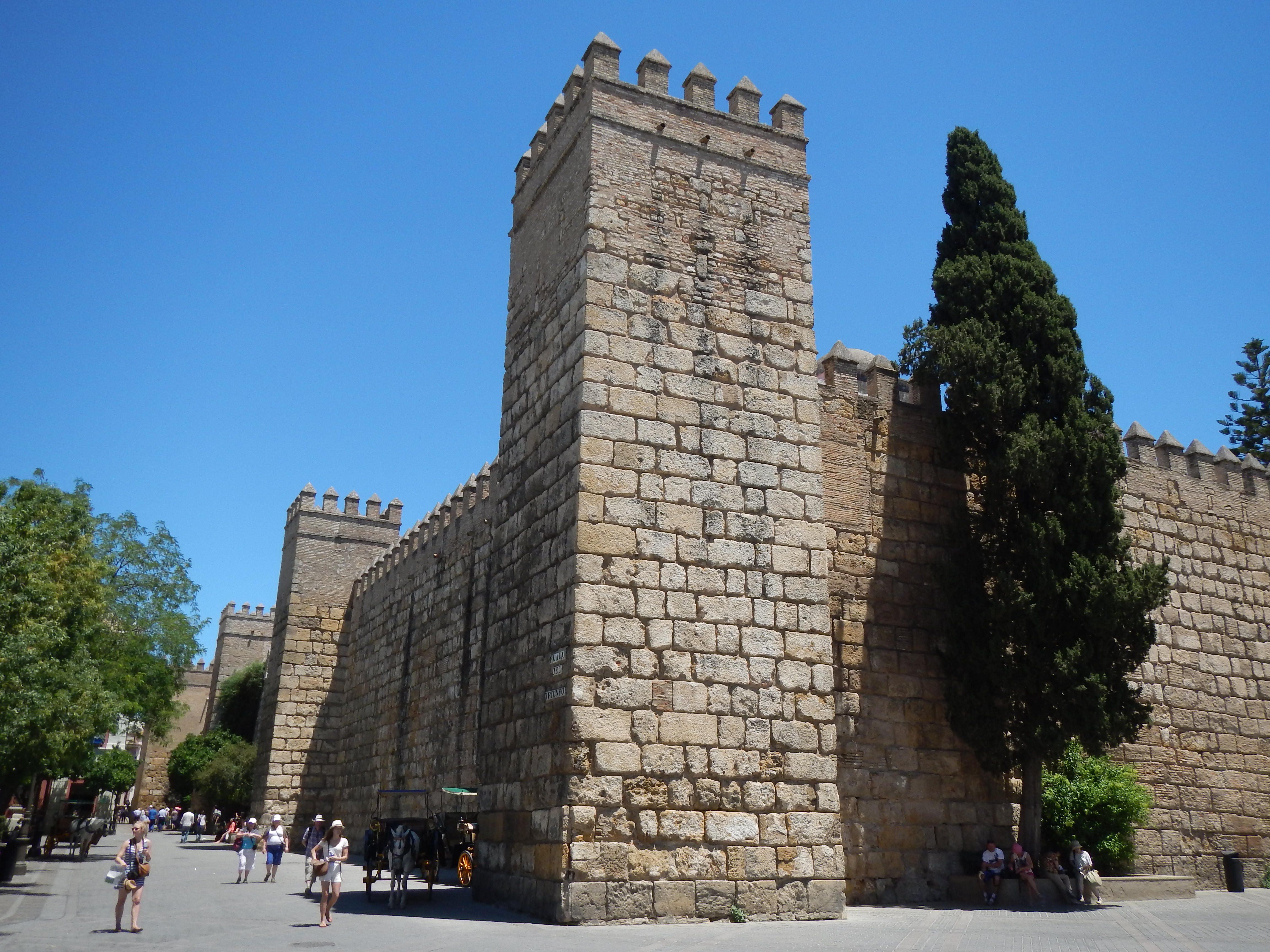
Torreones Reales Alcázares de Sevilla,  restos de la antigua muralla almohade
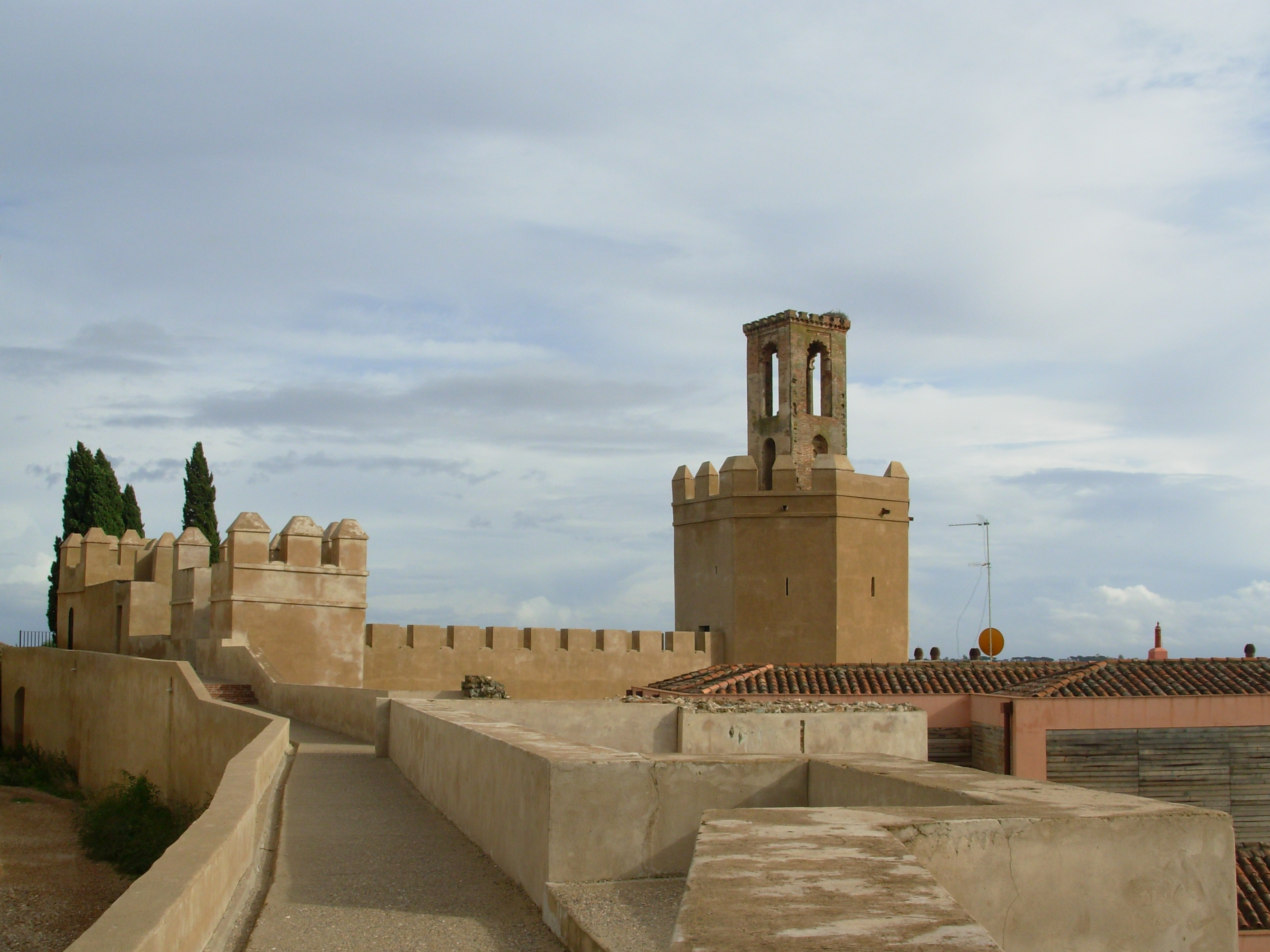
Alcazaba de Badajoz con la Torre de Espantaperros, la mayor alcazaba árabe de Europa
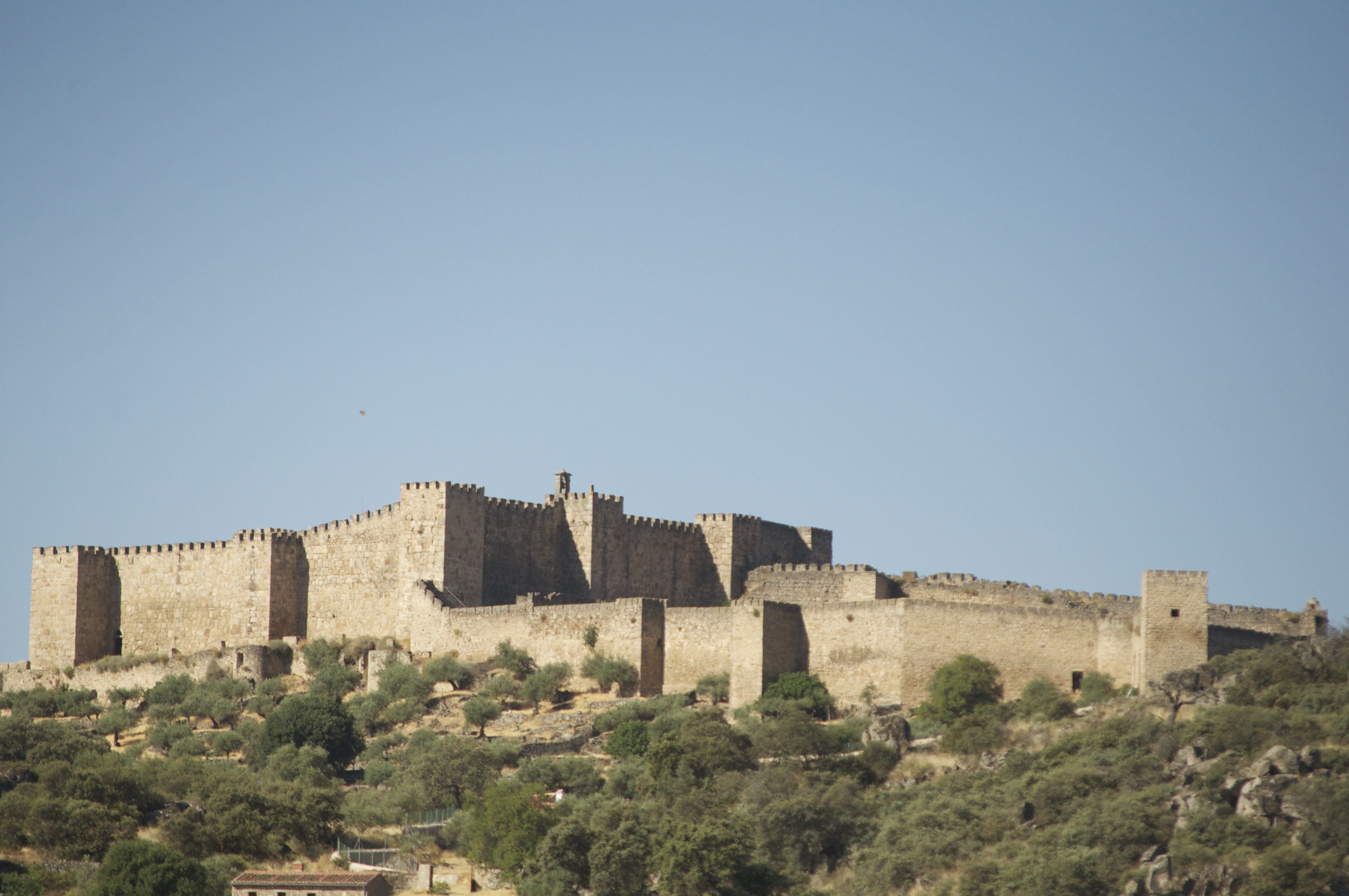
Alcazab de Trujillo

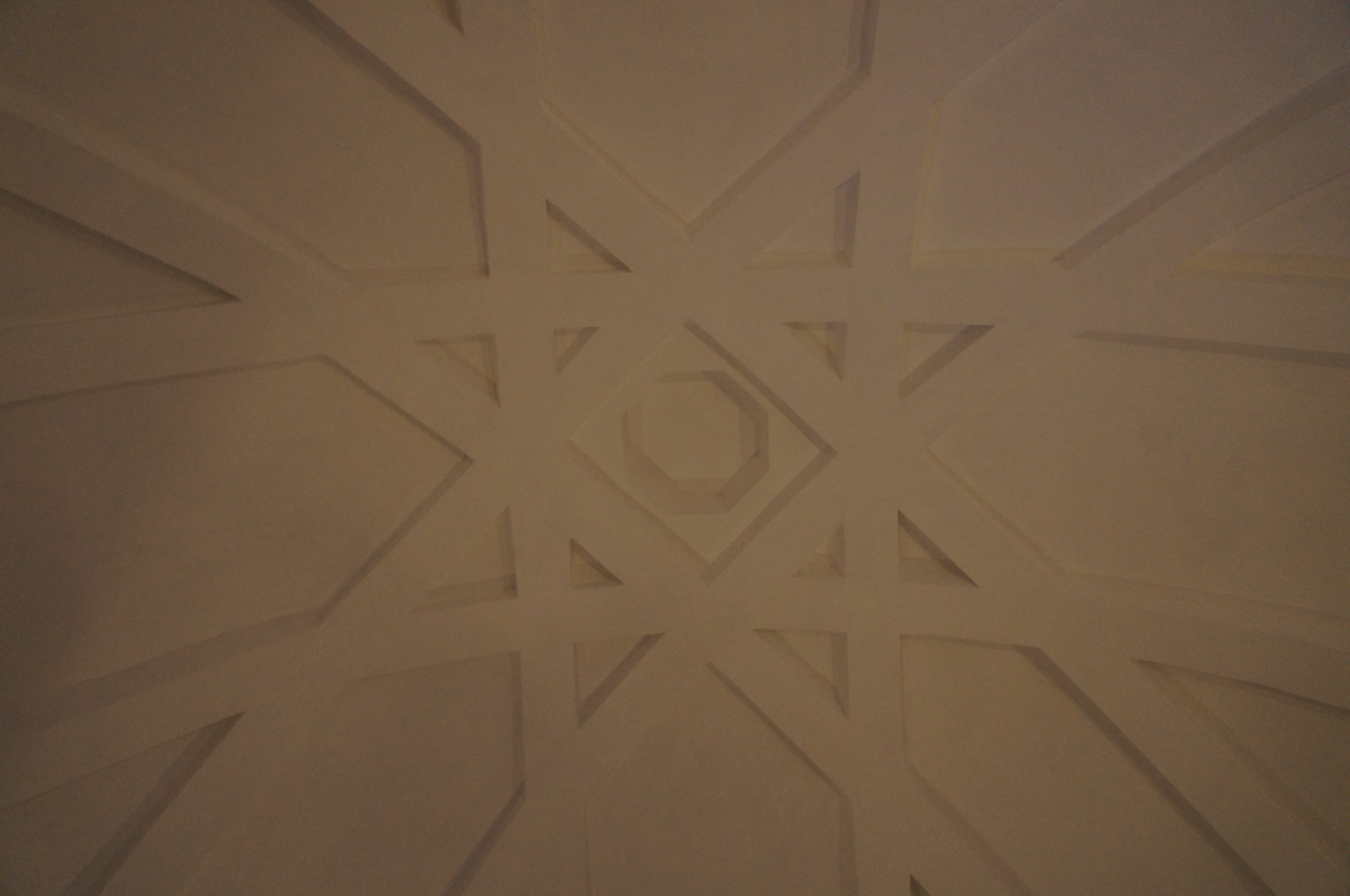
Bóveda de crucería en el Castillo de Villena

Los almohades  se encuentran, asimismo, entre los primeros en emplear bóvedas de crucería para cubrir estancias en estructuras militares, ya que hasta entonces este tipo de cubrición se había utilizado casi exclusivamente en edificios religiosos de al-Ándalus (como la mezquita de Córdoba y la de Bab al-Mardum en Toledo). Las mejor conservadas en la arquitectura militar están en el castillo de Villena, la muralla almohade de Palma del Río (Córdoba) y en el de Biar.